# 俄羅斯入侵烏克蘭時間軸 (2024年10月)

俄羅斯入侵烏克蘭的動態地圖（參見可交互的俄烏戰爭詳細地圖）

本條目主要列出俄羅斯入侵烏克蘭于2024年10月的過程。

## 10月1日

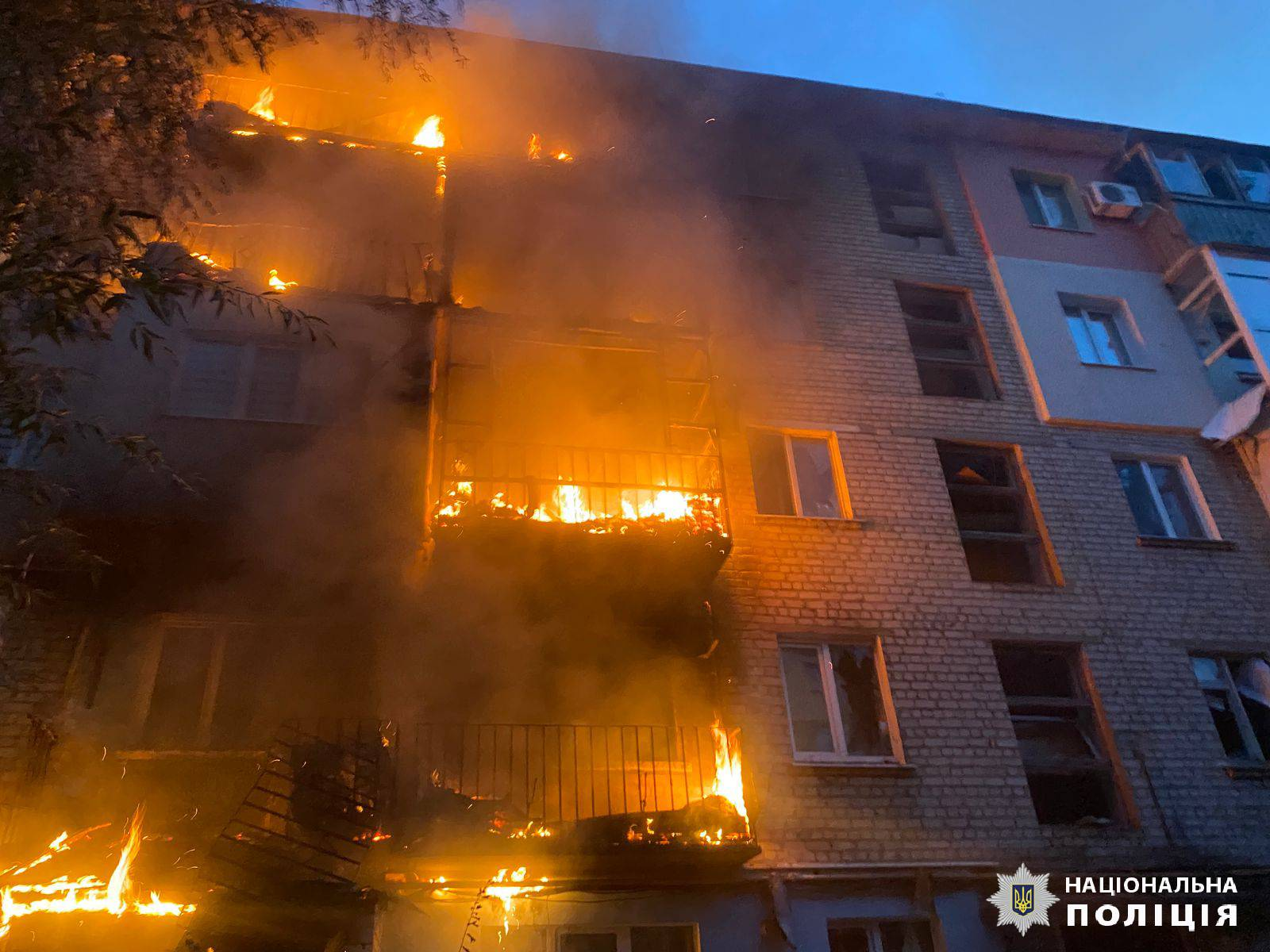
俄軍襲擊哈爾科夫州後

烏克蘭國家警察表示，俄軍上午9時左右襲擊赫爾松市中心一個市場和一個公共交通站，當時烏克蘭在全國範圍內舉行一分鐘的默哀，在保衛者日紀念陣亡的烏克蘭士兵，至少造成6名平民死亡，6名平民受傷。扎波羅熱州州長表示，俄軍發射至少6枚制導空中炸彈攻擊扎波羅熱市，損壞公寓樓和基礎設施，至少造成1名平民死亡，24名平民受傷，包括3名兒童。
烏克蘭武裝部隊總參謀部表示，自全面入侵以來，俄羅斯在烏克蘭損失654,430名士兵，過去一天俄軍有1,370人傷亡，累計損失8,883輛戰車、17,547輛裝甲戰鬥車輛、25,621輛車輛和油箱、18,855門火砲系統、1,204套多管火箭系統、963套防空系統、369架飛機、328架直升機、16,322架無人機、2,613枚巡弋飛彈、28艘船隻和1艘潛艦等。烏克蘭顿涅茨克州州長表示，俄軍已進入頓涅茨克州陷入困境的武赫萊達爾鎮市中心，戰鬥仍在繼續，情況極其困難，幾乎不可能進行人道主義援助，共有107名平民留在該鎮，所有兒童已疏散。烏克蘭軍方南部司令部發言人表示，有跡象表明俄軍正在普里尤特涅和羅博季涅鎮附近集結軍隊，並正試圖奪取扎波羅熱地區的新陣地，以改善其戰術地位。
俄羅斯國防部表示，中部集團軍部隊已經控制頓涅茨克地區克魯托伊亞爾居民點，西部集團軍部隊已經控制哈爾科夫州地區維什涅沃耶。烏克蘭軍隊在過去一晝夜內，在前線各地區內損失2,225名軍人。
烏克蘭總統澤倫斯基在第2屆烏克蘭國際國防工業論壇上表示，過去2年烏克蘭國內彈藥產量呈指數級增長，並成功測試自行研發和生產的彈道導彈，僅在今年上半年，烏克蘭就生產較2022年全年多25倍的火炮和迫擊炮彈藥，每年可以生產400萬架無人機和15-20個自走炮。國防部長烏梅羅夫在第2屆烏克蘭國際國防工業論壇上表示，烏克蘭計劃在2025年增加無人機、遠端和彈道導彈的產量，已經為烏克蘭工業的發展投資40億美元。
烏克蘭能源部表示，俄軍襲擊與俄佔扎波羅熱核電站相連的變電站，切斷通往該設施的電力線路，襲擊使核電站再次瀕臨停電，恢復全功率的工作正在進行中。能源部長加盧先科表示，要求立即執行國際原子能機構的決議，將核電站歸還烏克蘭的控制，只有在烏克蘭的控制下扎波羅熱核電站才有可能安全運營。
烏克蘭國防部長烏梅羅夫表示，已向內閣提交呈件，解除國防部副部長奧列克桑德爾·謝爾希伊和尤里·傑吉爾以及國防部國務秘書柳德米拉·達拉漢的職務，並由國防部副部長斯坦尼斯拉夫·海德爾調任部長辦公室主任一職。烏梅羅夫表示國防部內部的所有流程都必須清晰且受控，任何影響的企圖，無論是外部的還是內部，都不可接受。烏梅羅夫表示，正在開展軍事招募現代化運動，簡化動員打擊腐敗，並消除低效和有害的蘇聯時代做法，烏克蘭軍隊指揮官能夠直接選擇自願入伍的士兵，繞過透過入伍辦公室的程序。
烏克蘭總檢察長辦公室表示，俄佔頓涅茨克地區負責人丹尼斯·普希林及其2名同事埃莉諾拉·費多連科和斯維特拉娜·邁博羅達，涉嫌將31名烏克蘭兒童強行驅逐到俄羅斯，被列為案件嫌疑人，并感謝烏克蘭調查記者提供的資料。總檢察長辦公室表示，透過網上釋出的資料，顯示俄軍似乎在頓涅茨克州波克羅夫斯克槍殺16名烏克蘭戰俘，是有記錄以來在戰場上最大規模處決投降士兵的案件。
俄羅斯聯邦安全局表示，已拘留約40名親烏克蘭激進分子，鼓動兒童和青少年對政府機構代表、同學和老師施暴。繳獲槍支和冷兵器、彈藥、用於製造簡易爆炸裝置和燃燒裝置的部件、恐怖組織的標誌和宣傳材料。
烏克蘭外交部長西比哈到訪波蘭，出席華沙安全論壇，並會見波蘭總統杜達，討論烏克蘭的優先國防需求、進一步軍事援助、邀請烏克蘭加入北約以及加入歐盟的道路，會議亦確定加強睦鄰雙邊關係。烏克蘭外交部發言人泰克伊駁斥「金融時報」關於烏克蘭外交部長西比哈曾與西方盟友討論潛在妥協解決方案的報道，指出西比哈在近斯與西方同行的會晤中沒有討論與俄羅斯進行領土妥協，西比哈的立場是堅如磐石，在任何會議都強調在烏克蘭的主權或領土完整上不可能妥協。
聯合國人權事務高級專員辦事處發布關於烏克蘭局勢的定期報告中表示，今年6⽉1⽇⾄8⽉31⽇期間，俄烏戰事造成589名平⺠死亡、2685⼈受傷，較前三個⽉增加45%。今年7⽉是⾃2022年10⽉以來烏克蘭平⺠死亡⼈數最多的⼀個⽉，主要原因是俄羅斯在7⽉8⽇向烏克蘭各地⽬標發射數⼗枚導彈進⾏⼤規模協調攻擊，並且加緊控制頓內茨克地區亦造成⼤量平⺠傷亡。98%的平⺠傷亡是由於在⼈⼝稠密地區使⽤具有⼤範圍殺傷⼒的爆炸性武器造成，其中518⼈死亡、2,411⼈受傷發⽣在烏克蘭政府控制的領⼟內，71⼈死亡、274⼈受傷發⽣在俄佔烏克蘭地區，但總體實際數字可能更⾼。
荷蘭前總理馬克·呂特正式接任北約秘書長一職並表示，未來將要推進的優先事項是烏克蘭，北約必須確保烏克蘭作為一個主權、獨立、民主國家在戰爭中佔上風，北約成員國必須花更多才能加強集體防禦。
愛沙尼亞國防部長佩夫庫爾表示，愛沙尼亞正計劃徵收前所未有的安全稅，愛沙尼亞的每個人都明白必須在安全議題上做得更多，隨著愛沙尼亞增加對烏克蘭的國防支出和援助，社會上每個人都需要做出更多貢獻。
貝萊德投資管理公司執行長拉里·芬克在柏林一次會議上針對中國的立場發表演講，呼籲西方企業應該重新考慮與中國的關係，並表示“烏克蘭離我們很近，我很驚訝沒有更大的質疑或要求。你們在支持我們的敵人，而我們卻投資數十億美元來支持烏克蘭的生存，你們必須為此做出決定。俄羅斯最大的支持者、俄羅斯經濟的支持者，鑑於中國繼續支持俄羅斯經濟，所有企業都必須重新評估這一點，就像必須評估流動性陷阱的風險一樣。

## 10月2日

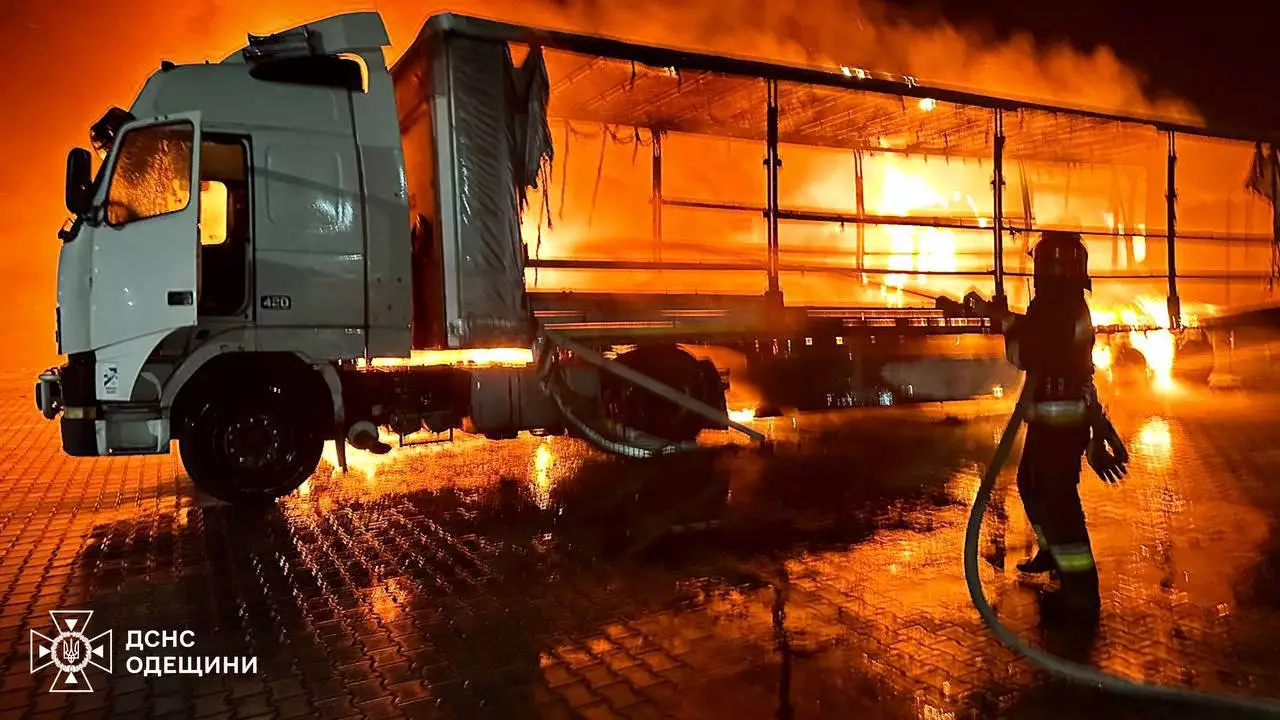
俄軍襲擊敖德薩後

烏克蘭地方政府表示，截至02日上午9時，俄羅斯在過去24小時內襲擊蘇梅、切爾尼戈夫、赫爾松、哈爾科夫、頓涅茨克、第聶伯羅彼得羅夫斯克、盧甘斯克、尼古拉耶夫、扎波羅熱州等地，至少造成7名平民死亡，50名平民受傷。哈爾科夫州州長表示，俄軍使用1枚KAB制導炸彈襲擊哈爾科夫市1棟住宅樓，至少造成12名平民受傷，包括1名兒童。
烏克蘭武裝部隊總參謀部表示，自全面入侵以來，俄羅斯在烏克蘭損失655,560名士兵，過去一天俄軍有1,130人傷亡，累計損失8,887輛戰車、17,579輛裝甲戰鬥車輛、25,692輛車輛和油箱、18,869門火砲系統、1,204套多管火箭系統、963套防空系統、369架飛機、328架直升機、16,348架無人機、2,613枚巡弋飛彈、28艘船隻和1艘潛艦等。烏克蘭軍方霍爾蒂恰作戰戰略小組表示，在高級指揮部授權下，烏軍已經從頓涅茨克州武赫萊達爾撤出部隊，以拯救人員和軍事裝備，並採取進一步行動的陣地。
俄羅斯國防部表示，防空部隊24小時內擊落32架無人機和1枚法製鐵錘制導炸彈。
俄羅斯國防部表示，南部集團軍部隊已經控制頓涅茨克地區維爾赫涅卡緬斯科耶居民點。烏克蘭軍隊在過去一晝夜內，在前線各地區內損失2,120名軍人。俄軍航空兵、無人機、導彈部隊和炮兵摧毀135個有生力量和烏軍裝備聚集區。
俄羅斯總統普京簽署法案，規定如果案件被告申請加入俄羅斯軍隊，包括已判刑但未上訢程序的罪犯，其刑事訴訟將暫停，在服兵役期間取消預防措施，被告在因年齡、健康狀況或動員結束而獲得國家裁減或退伍後，將完全免除其刑事責任。俄佔赫爾松地區負責人薩爾多表示，即日起將在俄佔赫爾松地區徵召18至30歲的男性入伍為期1年，新徵兵人士不會被派往前線地區或直接參與「特別軍事行動」。
烏克蘭國會人權監察員魯比涅茨表示，約150萬名身處俄佔烏克蘭地區的烏克蘭兒童正面臨被驅逐到俄羅斯的高風險，是全面入侵烏克蘭開始以來，俄羅斯已經綁架2萬多名兒童，當中只有不足4百人返回烏克蘭，被驅逐的兒童其個人資料被更改，令親屬無法尋找，並且被帶到「再教育營」，接受俄羅斯的宣傳，被迫否認擁有烏克蘭血統，形容俄羅斯現時故意減慢歸還兒童的程序。
烏克蘭傳媒「基輔獨立報」引述烏克蘭國防部情報總局消息報道，總局網路專家對俄羅斯金融業線上平臺進行網路攻擊，目標包括俄羅斯阿爾法銀行和Otkritie銀行以及俄羅斯最大數字服務提供商Rostelecom，攻擊導致快速支付系統全球失敗，停止銀行的移動應用程式和網上銀行系統以及金融機構的內部服務。
美國國務院發言人米勒表示，美國已經審視烏克蘭提出的「勝利計劃」，並確認一些富有成效的步驟，形容烏克蘭提出的勝利計劃不僅僅是烏克蘭將採取的行動問題，更是其他國家也會採取的行動問題，正繼續與烏克蘭商討。

## 10月3日
烏克蘭地方政府表示，截至03日上午9時，俄羅斯在過去24小時內襲擊蘇梅、切爾尼戈夫、赫爾松、哈爾科夫、頓涅茨克、第聶伯羅彼得羅夫斯克、盧甘斯克、尼古拉耶夫、扎波羅熱州等地，至少造成2名平民死亡，41名平民受傷。烏克蘭空軍表示，俄羅斯在午夜至凌晨期間，對烏克蘭發動大規模無人機襲擊，俄軍從奧廖爾、普里莫爾斯科-阿赫塔爾斯基區、庫爾斯克和俄佔克里米亞發射105架無人機，防空系統在基輔、切爾卡瑟、文尼察、赫梅利尼茨基、基洛夫格勒、日托米爾、波爾塔瓦、蘇梅、切爾尼戈夫、赫爾松、哈爾科夫、敖德薩、第聶伯羅彼得羅夫斯克等地區擊落78架無人機。另有23架無人機因電子戰措施，未能擊中目標，1架飛往白俄羅斯。切爾尼戈夫州州長表示，俄軍襲擊科留基夫卡，擊中一輛載有液化氣的車輛，至少造成3名平民死亡，包括1名6歲兒童，4名平民受傷，包括2名兒童。蘇梅州軍事管理局表示，俄軍24小時內使用制導炸彈和無人機等襲14個社群，至少造成8名平民受傷。
烏克蘭武裝部隊總參謀部表示，自全面入侵以來，俄羅斯在烏克蘭損失656,710名士兵，過去一天俄軍有1,150人傷亡，累計損失8,893輛戰車、17,596輛裝甲戰鬥車輛、25,750輛車輛和油箱、18,906門火砲系統、1,204套多管火箭系統、964套防空系統、369架飛機、328架直升機、16,393架無人機、2,613枚巡弋飛彈、28艘船隻和1艘潛艦等。總參謀部表示，烏軍成功使用美國提供的MGM-140 陸軍戰術導彈襲擊俄軍一套Nebo-M雷達系統。烏克蘭軍方錫韋爾斯克作戰戰略小組表示，俄軍繼續襲擊沒有烏軍駐守的烏佔庫爾斯克定居點，當地居民反映不清楚為何遭俄軍襲擊，因為烏軍根本不在附近，被迫躲在地下室幾個小時，甚至半天。
俄羅斯國防部表示，在過去24小時防空部隊擊落4枚美製MGM-140 陸軍戰術導彈、5枚美製海馬斯多管火箭炮火箭彈和144架無人機，其中在過去一夜擊落113架烏克蘭無人機，包括別爾哥羅德州73架，沃羅涅日州25架，庫爾斯克州14架，布良斯克州1架。
俄羅斯國防部表示，東部集團軍部隊已經控制頓涅茨克地區烏格列達爾居民點，烏語名譯為武赫萊達爾。烏克蘭軍隊在過去一晝夜內，在前線各地區內損失2,085名軍人。俄軍航空兵、無人機、導彈部隊和炮兵摧毀146個有生力量和烏軍裝備聚集區。
烏克蘭傳媒「基輔獨立報」引述烏克蘭國家安全局消息報道，安全局和特種作戰部隊無人機成功襲擊俄羅斯沃羅涅日州鮑里索格列布斯克軍用機場，Su-35和Su-34戰機機庫以及航空燃料儲存設施成為目標，當局將繼續採取積極措施，以減少俄軍使用配備KAB制導空中炸彈戰機恐嚇烏克蘭城市的能力。
非政府組織「白俄羅斯哈瓊監測小組」表示，白俄羅斯總統盧卡申科乘坐直升機從奧澤尼居所向南飛行時，3架俄羅斯無人機從烏克蘭切爾尼戈夫州進入白俄羅斯領空。
烏克蘭總統澤連斯基會面到訪基輔的新任北約秘書長呂特。澤連斯基表示，現在應專注於邀請烏克蘭加入北約，兩人討論北約華盛頓峰會決定的實施情況以及協助攔截俄羅斯無人機和導彈的可能性，聯合攔截伊朗對以色列發射的導彈與聯合攔截俄羅斯對烏克蘭發射的導彈沒有什麼不同。澤連斯基在與呂特召開聯合記者會時表示，烏克蘭軍方從前線城鎮武赫萊達爾撤軍的決定絕對正確，在沒有適當的武器，無法阻止俄羅斯時，有關決定幫助拯救烏克蘭士兵的生命。
烏克蘭國防部表示，已開始在波蘭盧布林市開設波蘭烏克蘭軍團招募中心，為志願者提供諮詢和協助，已透過網站收到138份面試申請，透過領事館收到另外58份申請。
烏克蘭頓涅茨克州州長菲拉什金表示，由於俄軍在9月28日的襲擊破壞2個供水設施，烏克蘭頓涅茨克州北部斯洛維揚斯克、克拉馬託爾斯克、德魯日基夫卡、科斯蒂安蒂尼夫卡和附近居住約26萬人的定居點將無限期停水。
烏克蘭國防部戰俘待遇協調中心代表齊姆巴柳克表示，自俄羅斯全面入侵烏克蘭以來，至少有177名烏克蘭戰俘在俄羅斯的囚禁中死亡，實際死亡人數可能更高，並非所有屍體都被歸還，部分屍體甚至沒有被俄羅斯確認為戰俘。
俄羅斯聯邦安全局表示，在與立陶宛接壤的邊境抓獲數名烏克蘭特工，阻止一起烏克蘭特工準備危害俄羅斯安全的間諜活動，受烏克蘭國防部情報總局要求收集俄立邊境防禦狀況的信息，以便後續在俄羅斯境內非法投放間諜或進行其他犯罪活動。
烏克蘭駐捷克大使茲瓦裡奇表示，烏克蘭已收到根據捷克倡議交付的50萬枚155毫米炮彈的三分之一以上。
美國五角大樓副新聞秘書辛格表示，北約在烏克蘭領土上空擊落俄羅斯導彈和無人機將使美國捲入與俄羅斯的全面戰爭，形容與伊朗襲擊以色列相比，是2個截然不同的景觀和戰場。
羅馬尼亞國防部發言人斯皮努表示，羅馬尼亞已經向烏克蘭交付一套愛國者防空系統。
斯洛伐克總理菲科表示，計劃在俄羅斯對烏克蘭的戰爭結束後恢復與俄羅斯的經濟和標準關係，認為歐盟需要俄羅斯，俄羅斯需要歐盟，而與烏克蘭的友好關係亦非常重要。

## 10月4日
烏克蘭赫爾松州國家管理局表示，全日俄軍對赫爾松地區發動多次炮擊和空襲，至少造成2名平民死亡，6名平民受傷。哈爾科夫州軍事管理局表示，全日俄軍對哈爾科夫地區發動多次炮擊和空襲，至少造成2名平民死亡，1名平民受傷。
烏克蘭武裝部隊總參謀部表示，自全面入侵以來，俄羅斯在烏克蘭損失657,940名士兵，過去一天俄軍有1,230人傷亡，累計損失8,908輛戰車、17,627輛裝甲戰鬥車輛、25,820輛車輛和油箱、18,965門火砲系統、1,212套多管火箭系統、965套防空系統、369架飛機、328架直升機、16,494架無人機、2,613枚巡弋飛彈、28艘船隻和1艘潛艦等。波克羅夫斯克軍事行政部門負責人表示，俄軍距離頓涅茨克州波克羅夫斯克鎮郊區不到7公里，80%關鍵基礎設施損壞或被摧毀，當地停水停電停煤氣。烏克蘭國防部發放片段顯示，烏軍1架「龍」無人機使用超過2千攝氏度的熔融金屬，向一輛俄羅斯坦克噴射，導致坦克起火爆炸。
俄羅斯國防部表示，過去一晝夜防空系統在沃羅涅日州和別爾哥羅德州上空各擊落6架烏克蘭無人機，在羅斯托夫州和亞速海上空各擊落1架。沃羅涅日州州長表示，無人機襲擊中，安娜村附近「Annanefteprodukt」石油儲存設施遭擊中，發生爆炸。彼爾姆邊疆區當局表示，距離烏克蘭東北部約1,800公里處奧倫西村的一個石油倉庫發生大規模火災。
俄羅斯國防部表示，烏軍過去一周損失達16,650名軍人。俄軍動用匕首高超音速彈道導彈、攻擊無人機等高精度武器發動29次集群打擊，重創烏克蘭軍工企業運行保障用能源設施以及軍用機場基礎設施。
羅馬尼亞邊防警察表示，在多瑙河三角洲地區的利特科夫運河地區發現1架俄羅斯無人機碎片，當局正進行調查，沒有設施受損。
烏克蘭總統澤連斯基到訪蘇梅州，會見曾在俄羅斯庫爾斯克地區作戰的第82空中突擊旅士兵，並且聽取指揮官匯報。
烏克蘭國防部情報總局表示，由俄羅斯任命俄佔扎波羅熱核電站安全主管科羅特基所乘坐的汽車在俄佔埃內爾霍達爾市發生爆炸，根據現有資訊表明科羅特基死亡。情報總局指科羅特基是參與組織和執行戰爭罪以及在俄羅斯佔領下鎮壓烏克蘭人的合作者，科羅特基與俄羅斯佔領當局合作，向俄羅斯提供核電廠員工名單及其個人資料，並指出持親烏克蘭立場的公民，並且加入俄羅斯執政統一俄羅斯政黨，領導俄羅斯在埃內霍達爾設立的議會。
烏克蘭總檢察長科斯廷表示，俄羅斯對烏克蘭發動全面入侵後，在佔領地區對文化遺產進行大規模掠奪，數百件文物被盜，部份文物已經出現在黑市上。總檢察長辦公室專責處理戰爭犯罪部門負責人別洛烏索夫表示，目前已知有93名烏克蘭戰俘在戰場上被即時處決，當中80%是在2024年記錄，形容自2023年11月以來，俄軍對戰俘的態度發生重大變化，情況變得更惡劣。烏克蘭國家緊急服務局爆炸品小組表示，自2022年2月24日俄羅斯全面入侵以來，已經檢測並處理533,200多件爆炸物，清理約148,858公頃的領土，包括4,018枚空中炸彈。
法國國防部長勒科努表示，與法德國防公司KNDS簽署協議，向烏克蘭提供12門凱撒自走炮。
愛沙尼亞國防軍情報中心副指揮官凱塞爾曼表示，在過去一星期，俄軍每天平均在前線發動167次襲擊，其中50%襲擊集中在頓涅茨克方向，俄軍過去一星期向頓涅茨克州波克羅夫斯克鎮推進1到2公里，而目前俄軍距離波克羅夫斯克郊區約為5到7公里，預計俄軍維持有關進攻強度，到2024年底烏軍可能會被迫從波克羅夫斯克撤出，且俄軍會佔據更深入的陣地。
瑞士駐烏克蘭大使鮑曼回應早前瑞士派員參與中國和巴西在聯合國大會期間舉行的和平之友會議，遭烏克蘭外交部發聲明質疑立場時表示，瑞士沒有改變其立場，認為俄羅斯全面攻擊烏克蘭的的任何回應都必須充分尊重國際法和聯合國憲章，特別是烏克蘭的領土完整和主權，認為所有尊重這些基本原則的和平計劃都應得到考慮。
白俄羅斯春天人權中心表示，明斯克法院閉門缺席宣判12名被告被指控在2023年2月對1架俄軍A-50預警機進行破壞行為，導致偵察機無法運作，涉嫌干犯恐怖主義活動罪和叛國罪，其中烏克蘭公民施維茨因被缺席判處監禁25年，其餘被告缺席判處2年3個月至25年。
英國廣播公司俄語頻道報道，俄羅斯武裝部隊第155和第40海軍陸戰隊精銳旅在裝甲車的支援下對頓涅茨克州武赫萊達爾突襲，並且得到由動員和志願人員組成的機動步槍部隊協助，戰役中第155旅至少211名海軍陸戰隊員喪生，42人失蹤，第40旅則有72名士兵死亡。數字遠遠超過第155旅在1999至2009年長達十年的第二次車臣戰爭期間的損失。
英國「泰晤士報」引述西方軍事情報部門消息報道，由於俄羅斯彈藥庫存在烏克蘭廣泛使用，導致彈藥庫存不足，北韓成為俄羅斯外部武器供應商，每年約有300萬件貨物從北韓運往俄羅斯，當中大多存在缺陷，供應的炮彈數量對俄軍在烏克蘭東部的推進中發揮至關重要的作用，特別是佔領頓涅茨克州武赫萊達爾，俄羅斯在烏克蘭使用的炮彈中一半是由北韓提供。

## 10月5日
烏克蘭赫爾松地區當局表示，俄軍對赫爾松德里普羅區發動無人機襲擊，至少造成4名平民受傷。蘇梅州軍事管理局表示，俄軍使用無人機向裡奇基一輛巴士投下爆炸裝置，至少造成3名平民受傷。另外，在過去24小時，俄羅斯對蘇梅州12個社群發動61次單獨襲擊，至少發生108起爆炸。
烏克蘭武裝部隊總參謀部表示，自全面入侵以來，俄羅斯在烏克蘭損失659,220名士兵，過去一天俄軍有1,280人傷亡，累計損失8,916輛戰車、17,658輛裝甲戰鬥車輛、25,905輛車輛和油箱、19,037門火砲系統、1,216套多管火箭系統、970套防空系統、369架飛機、328架直升機、16,529架無人機、2,613枚巡弋飛彈、28艘船隻和1艘潛艦等。總參謀部表示，烏軍使用西方供應的暴風影導彈和GMLRS火箭彈襲擊第35和第27獨立近衛摩托化步兵旅以及第2近衛合成軍團的指揮所。
俄羅斯國防部表示，在過去24小時防空部隊擊落3枚法製鐵錘制導空中炸彈、8枚美製[[海馬斯{]]多管火箭炮火箭彈和55架無人機。
俄羅斯國防部表示，南部集團軍部隊已經控制頓涅茨克地區熱蘭內二鎮。俄軍航空兵、無人機、導彈部隊和炮兵摧毀146個有生力量和烏軍裝備聚集區。自「特別軍事行動」開始以來，俄軍總共摧毀烏軍646架軍用飛機、283架直升機、32,871架無人機、580套防空導彈系統、18,527輛坦克和其他裝甲車、1,469套多管火箭炮、15,619門野戰炮和迫擊炮、26,942輛特種軍用車輛。
俄羅斯國防部表示，逾百名平民滯留在烏格列達爾居民點，烏語名譯為武赫萊達爾，暫無法撤離這些人，俄羅斯士兵正為他們提供食物和水。
烏克蘭國家安全與國防事務委員會打擊虛假資訊中心主任科瓦連科表示，目前有少量北韓人民軍工程部隊士兵身處頓涅茨克地區，協助護送貨物，記錄缺陷，並觀察俄軍使用由北韓提供的彈藥，但由於彈藥質量差，而俄羅斯越來越依賴北韓的各種彈藥，因此派遣士兵協助。

## 10月6日
烏克蘭地方政府表示，截至06日上午9時，俄羅斯在過去24小時內襲擊蘇梅、切爾尼戈夫、赫爾松、基輔、切爾卡瑟、文尼察、赫梅利尼茨基、基洛夫格勒、日托米爾、波爾塔瓦、哈爾科夫、頓涅茨克、第聶伯羅彼得羅夫斯克、盧甘斯克、尼古拉耶夫和扎波羅熱州等地，至少造成4名平民死亡，30名平民受傷。烏克蘭空軍表示，俄羅斯在午夜至凌晨期間，對烏克蘭發動大規模無人機和導彈襲擊，俄軍發射87架無人機、2枚伊斯坎德爾-M彈道導彈、1枚伊斯坎德爾-K巡弋導彈和1枚Kh-59/69導引空中導彈，防空系統在尼古拉耶夫、敖德薩、基輔、切爾卡瑟、基洛夫格勒、第聶伯羅彼得羅夫斯克、蘇梅、切爾尼戈夫、波爾塔瓦、文尼察、赫梅利尼茨基、扎波羅熱、日托米爾和哈爾科夫等地區擊落56架無人機和2枚導彈。另有25架無人機因電子戰措施，未能擊中目標。
烏克蘭武裝部隊總參謀部表示，自全面入侵以來，俄羅斯在烏克蘭損失660,470名士兵，過去一天俄軍有1,250人傷亡，累計損失8,919輛戰車、17,679輛裝甲戰鬥車輛、26,006輛車輛和油箱、19,092門火砲系統、1,216套多管火箭系統、970套防空系統、369架飛機、328架直升機、16,578架無人機、2,613枚巡弋飛彈、28艘船隻和1艘潛艦等。烏克蘭南方國防軍發言人表示，俄軍將在未來幾天內集結，並向扎波羅熱州的奧里希夫和小托克馬奇卡方向推進。烏克蘭國防部情報總局表示，旗下部隊使用1架無人機成功摧毀俄軍1套Osa防空系統。
俄羅斯國防部表示，在過去24小時防空部隊擊落3枚美製海馬斯多管火箭炮火箭彈和68架無人機。俄佔頓涅茨克地區政府表示，烏軍上午9時30分開始，在半小時內向俄佔彼得羅夫斯基區發射10枚口徑155毫米炮彈，其中包括集束炸彈。
俄羅斯國防部表示，俄軍擊毀敖德薩地區一個燃料基地、赫梅利尼茨基州斯塔羅康斯坦丁諾夫機場的基礎設施以及烏軍無人機操控點。自「特別軍事行動」開始以來，俄軍總共摧毀烏軍646架軍用飛機、283架直升機、32,939架無人機、580套防空導彈系統、18,532輛坦克和其他裝甲車、1,469套多管火箭炮、15,680門野戰炮和迫擊炮、26,973輛特種軍用車輛。
烏克蘭總統澤連斯基表示，烏克蘭發動庫爾斯克地區軍事行動兩個月，形容是戰爭中一個非常重要的階段，對國家有很大幫助，對烏克蘭的「戰俘基金」作出最重要的貢獻，幫助烏克蘭人從俘虜中釋放。
荷蘭國防部長布雷克曼斯到訪烏克蘭哈爾科夫市，參觀遭俄羅斯毀滅性炮擊而損毀的公寓，強調烏克蘭只能透過讓俄羅斯保持更遠的距離來保護自己。並且宣布，荷蘭將投資4.4億美元用於與烏克蘭聯合推進無人機開發計劃，另首次正式確認第一批荷蘭提供的F-16戰機已經在烏克蘭，並承諾戰機將在未來幾個月內交付。
烏克蘭傳媒及俄羅斯社會活動家伊尔达·达丁家人表示，加入烏克蘭武裝部隊的俄羅斯反對派社會活動家伊爾達·達丁在哈爾科夫地區的戰鬥中喪生。

## 10月7日
烏克蘭地方政府表示，截至07日上午9時，俄羅斯在過去24小時內襲擊蘇梅、切爾尼戈夫、赫爾松、基輔、波爾塔瓦、哈爾科夫、頓涅茨克、第聶伯羅彼得羅夫斯克、盧甘斯克、尼古拉耶夫和扎波羅熱州等地，至少造成4名平民死亡，33名平民受傷。扎波羅熱州長表示，俄羅斯上午對扎波羅熱市基礎設施發動襲擊，至少造成3名平民受傷。 赫爾松地區檢察官辦公室表示，上午10時40分左右向赫爾松市投下4枚KAB炸彈，至少造成20名平民受傷，包括2名兒童。烏克蘭負責地區重建的副總理兼基礎設施部長阿列克謝·庫列巴表示，俄軍過去一夜襲擊敖德薩州南方港一艘懸掛聖克里斯多福及尼維斯國旗的民用貨船帕雷薩號，船上載有約6千噸用於出口的烏克蘭玉米。敖德薩州州長表示，俄軍對敖德薩發動襲擊，擊中一艘懸掛帛琉國旗的外國民用船隻，至少造成1名烏克蘭港口僱員死亡，5名外國公民受傷。
烏克蘭武裝部隊總參謀部表示，自全面入侵以來，俄羅斯在烏克蘭損失661,630名士兵，過去一天俄軍有1,160人傷亡，累計損失8,933輛戰車、17,710輛裝甲戰鬥車輛、26,102輛車輛和油箱、19,156門火砲系統、1,223套多管火箭系統、972套防空系統、369架飛機、328架直升機、16,643架無人機、2,615枚巡弋飛彈、28艘船隻和1艘潛艦等。烏克蘭第3獨立突擊旅表示，在哈爾科夫州與俄羅斯破壞組織交戰時，設法重新奪回陣地並釋放一群被俘虜的烏克蘭士兵。烏克蘭國防部情報總局表示，對位於俄羅斯飛地加里寧格勒州的俄軍波羅的海艦隊掃雷船亞歷山大·奧布霍夫號進行破壞行動，海水滲入發動機，造成嚴重損壞。烏克蘭軍方盧甘斯克行動戰術小組發言人表示，頓涅茨克州託雷茨克的局勢非常不穩定，烏克蘭正在這個前線城鎮東部郊區與俄軍作戰。
俄羅斯國防部表示，在過去24小時防空部隊擊落3枚陸軍戰術導彈、5枚美製海馬斯多管火箭炮火箭彈和74架無人機。俄佔克里米亞官員表示，費奧多西亞地區的一座油庫發生火災，沒有傷亡報告。俄羅斯Telegram頻道「Astra」表示，油庫的石油碼頭遭到襲擊起火。烏克蘭武裝部隊總參謀部則表示，導彈部隊襲擊俄佔克里米亞最大的石油倉庫，導致大規模火災。
俄羅斯國防部表示，中部集團軍部隊已經控制頓涅茨克地區格羅多夫卡定居點。東部集團軍部隊已經擴大戰果部分部隊已推進到烏格列達爾市西北部和韋肖雷地區，接近博戈亞夫列卡村。烏克蘭軍隊在過去一晝夜內，在前線各地區內損失1,715名軍人。俄軍航空兵、無人機、導彈部隊和炮兵摧毀129個有生力量和烏軍裝備聚集區，包括摧毀以色列生產的RADA RPS-42多功能雷達站和擊毀2個軍用機場的基礎設施等。
烏克蘭總理什梅加爾會唔到訪烏克蘭西部邊境城市烏日霍羅德的斯洛伐克總理菲科。在會議前斯洛伐克總理菲科表示，只要他繼續出任總理，就會阻止烏克蘭加入北約，認為加入只會為第三次世界大戰奠定基礎。兩人在會後記者會表示，烏克蘭和斯洛伐克已經開始建立一個能源中心，以加強東歐的能源安全。什梅加爾表示，在俄羅斯襲擊造成的連續停電中，斯洛伐克已成為對烏克蘭提供緊急和商業電力出口量的第二大國家。菲科則表示，希望烏克蘭能順利度過冬天。在停電的情況下，將提供緊急能源供應。斯洛伐克亦將提供54.8萬美元用於烏克蘭的能源需求和恢復能源基礎設施。
烏克蘭國家安全局表示，已對紀錄片「戰爭下的俄羅斯人」的俄羅斯導演安娜斯塔西亞·特羅菲莫娃展開調查，特羅菲莫娃涉嫌在俄佔烏克蘭地區拍攝時為俄羅斯侵略烏克蘭的合法性進行辯護和非法越過烏克蘭國際公認的邊界的而受到調查。
烏克蘭海軍表示，特別情報部隊成功從俄佔克里米亞疏散1名烏克蘭海軍軍官的家人，該名軍官的父母、妹妹和侄女自9月18日起，在克里米亞被非法拘留3天，受到心理壓力和酷刑威脅，計劃以此要脅烏克蘭軍官與俄羅斯聯邦安全局合作，其家人於9月20日獲釋，但條件是軍官需在5天內聯絡聯邦安全局，否則其家人可能會面臨多年監禁。特別情報部隊則成功在俄羅斯情報人員監視下疏散該家庭。
俄羅斯莫斯科地方法院宣判，美國公民72歲男子哈伯德涉嫌在2022年2月俄烏戰事爆發後，在烏克蘭東部城市伊久姆的烏克蘭領土防禦部隊服役，期間獲得訓練、武器和彈藥，每月得到1千美元報酬，充當烏克蘭僱傭兵，判監6年10個月。
俄羅斯別爾哥羅德州州長格拉德科夫表示，將向該地區參軍的居民提供全國最高約31,200美元的一次性簽約獎金，簽約獎金將適用於10月7日至2024年底期間加入俄羅斯武裝部隊的居民。
美國副總統、民主黨總統候選人賀錦麗表示，若當選美國總統，不會在沒有烏克蘭代表的情況下，與俄羅斯總統普京會談討論俄烏和平計畫，烏克蘭必須享有對烏克蘭未來的發言權，亦再度批評共和黨總統候選人、前總統特朗普的烏克蘭政策，形容其政策是在對發動入侵的俄羅斯「投降」。
斯洛伐克籌款活動「烏克蘭彈藥」發起人表示，籌集近490萬美元已全數購置彈藥，共122公噸，並已交付烏克蘭。
烏克蘭媒體「NGL Media」報道，1名烏軍士兵在前線收到不可食用的食品罐頭後，試圖與決策層直接溝通失敗，求助NGL望引起領導層的擔憂，士兵們收到的食品罐頭中含有動物皮、繩和軟肌腱，不應通過軍隊的質量控制。
俄羅斯獨立媒體「Proekt」報道，俄羅斯總統普京因擔心潛在的無人機襲擊而停止到訪在黑海附近索契的住所，該住所主樓已在今年較早時候被拆除，目前正進行其他工程。

## 10月8日
烏克蘭地方政府表示，截至08日上午9時，俄羅斯在過去24小時內襲擊蘇梅、切爾尼戈夫、赫爾松、赫梅利尼茨基、敖德薩、哈爾科夫、頓涅茨克、第聶伯羅彼得羅夫斯克、盧甘斯克、尼古拉耶夫、扎波羅熱州等地，至少造成3名平民死亡，49名平民受傷。哈爾科夫州長表示，俄羅斯襲擊東部城市哈爾科夫工業區，至少造成21名平民受傷，包括1名16歲青少年。哈爾科夫市長表示，俄軍使用制導式空中炸彈襲擊哈爾科夫市薩爾蒂夫卡，至少造成2名平民死亡，5名平民受傷。蘇梅州軍事行政部門表示，俄軍使用制導空中炸彈襲擊埃斯曼社群，至少造成2名平民死亡，另外俄軍全天分別襲擊蘇梅州8個社群，共22次襲擊。
烏克蘭武裝部隊總參謀部表示，自全面入侵以來，俄羅斯在烏克蘭損失662,970名士兵，過去一天俄軍有1,340人傷亡，累計損失8,940輛戰車、17,740輛裝甲戰鬥車輛、26,185輛車輛和油箱、19,203門火砲系統、1,223套多管火箭系統、973套防空系統、369架飛機、328架直升機、16,686架無人機、2,618枚巡弋飛彈、28艘船隻和1艘潛艦等。烏克蘭第72機械化旅指揮官表示，進攻並佔領頓涅茨克州武赫萊達爾的俄羅斯軍隊人數與保衛的烏克蘭軍隊人數比例約為9:1，俄羅斯部署第36獨立近衛機動步槍旅、第39旅、第57旅、第91獨立步槍團和其他部隊對武赫萊達爾發動攻勢，俄軍在坦克、步兵戰車、火炮系統、反坦克武器和人員方面佔上風，如果進攻方擁有比另一方多三倍的兵力和工貝，進攻方可以在戰場上獲得優勢，而武赫萊達爾的比例約為9:1。
俄羅斯國防部表示，東部集團軍部隊已經控制頓涅茨克地區金尼瓦村，南部集團軍部隊已經控制頓涅茨克地區佐利亞諾耶一村。東部集群炮兵部隊D-74炮兵班組摧毀從烏格列達爾撤退的烏軍編隊，集群正在整個接觸線沿線改善其戰術位置，烏軍失去對優勢高地的控制，其還擊強度急劇下降。烏克蘭軍隊在過去一晝夜內，在前線各地區內損失1,995名軍人。俄軍在7日亦使用匕首高超音速導彈對烏軍機場基礎設施實施集群打擊，所有目標均被摧毀。
烏克蘭政府消息人士向多間傳媒透露，烏克蘭駭客7日對俄羅斯全俄國家電視廣播公司發動網絡襲擊，擾亂旗下俄羅斯-1和俄羅斯24等頻道運作，襲擊導致線上廣播和內部服務癱瘓，目的是慶祝俄羅斯總統普京72歲生日。俄羅斯克里姆林宮證實，有關國營公司遭受前所未有的駭客攻擊，公司正修復運作，並尋找發動襲擊的人。
烏克蘭總理什梅加爾表示，俄羅斯單單透過俄佔頓涅茨克馬裡烏波爾港就已經偷走超過18萬噸烏克蘭穀物，俄羅斯繼續將食物作為侵略的元素。
俄羅斯外交部負責基輔政權罪行問題的無任所大使米羅什尼克表示，在庫爾斯克州烏軍的行動已造成300多名平民受傷，約70人死亡，但實際數字可能更高。俄佔頓涅茨克駐烏克蘭戰爭罪行相關問題控制和協調聯合中心代表處表示，自2022年2月以來，烏克蘭武裝部隊已向有關地區發射超過197,000發各種口徑的彈藥，記錄到39,975次炮擊，其中38,937次使用重型武器，已有5,090名平民死亡，其中包括152名兒童。
烏克蘭國家安全局表示，烏克蘭法院缺席審判2名俄羅斯聯邦安全局支持的駭客組織「Armageddon」成員，涉嫌對烏克蘭機構和關鍵基礎設施發動5千次網絡攻擊，被判處監禁15年。烏克蘭國家調查局表示，基輔一個跨區醫學和社會專家中心負責人涉嫌發出虛假殘疾證明出庭受審，虛假殘疾證明允許徵兵年齡的男子推遲服役和出國旅行，嫌疑人偽造醫療報告，對有資格徵兵的男性進行虛假診斷。
北約秘書長呂特表示，俄羅斯將在即將到來的冬天在烏克蘭的能源設施發動大規模襲擊，烏克蘭可能需要面對最艱難的冬季。
英國外交部表示，對參與在烏克蘭戰場上使用化學武器的俄羅斯部隊實施制裁，包括俄羅斯輻射，化學和生物保護部隊及其負責人伊戈爾·基里洛夫中將以及兩個俄羅斯國防部科學中心等。
法國國防部長勒科爾尼表示，烏克蘭應在2025年第一季度收到法國的第一架幻影2000戰機，戰機將配備新裝置，包括空對地戰鬥能力和反電子戰防禦，目前烏克蘭飛行員和機械師的培訓仍在繼續。
南韓國防部長金龍顯表示，由於俄羅斯和北韓簽署類似於軍事聯盟的相互條約，北韓極有可能會向烏克蘭部署正規軍來幫助俄羅斯。
美國「紐約時報」引述著名記者鮑勃·伍德華的新書內容報道，特朗普在卸任總統後，仍然先後7次與普京電話對話，更在2020年新冠病毒大流行期間，秘密向普京提供用於個人使用的新冠肺炎檢測裝置。在美國國會年初對烏克蘭的600億援助期間，特朗普曾向共和黨人施壓，要求阻止有關援助，特朗普和普京亦曾經通話討論。

## 10月9日
烏克蘭敖德薩州州長表示，俄軍對敖德薩地區港口基礎設施發動導彈襲擊，擊中一艘懸掛巴拿馬國旗的民用船隻「Shui Spirit」，是過去4日內第3艘遭到俄羅斯襲擊的外國船隻，至少造成8名平民死亡，11名平民受傷。烏克蘭農業政策及食品部表示，船隻載有45個集裝箱的葵花籽油，原本是作為人道主義援助被送往巴勒斯坦。
烏克蘭武裝部隊總參謀部表示，自全面入侵以來，俄羅斯在烏克蘭損失664,120名士兵，過去一天俄軍有1,150人傷亡，累計損失8,944輛戰車、17,751輛裝甲戰鬥車輛、26,240輛車輛和油箱、19,222門火砲系統、1,223套多管火箭系統、973套防空系統、369架飛機、328架直升機、16,718架無人機、2,618枚巡弋飛彈、28艘船隻和1艘潛艦等。總參謀部表示，成功使用無人機襲擊俄羅斯在布良斯克州儲存北韓武器的倉庫，當中包括導彈、火炮和制導空中炸彈。另外，軍方襲擊俄羅斯克拉斯諾達爾邊疆區十月鎮附近一個儲存伊朗製無人機的倉庫，該基地儲存大約400架無人機。
俄羅斯國防部表示，在過去24小時防空部隊擊落1枚S-200導彈和68架無人機。
俄羅斯國防部表示，北部集團軍部隊重新控制庫爾斯克地區新索羅奇納和波克羅夫斯基兩個居民點。烏克蘭軍隊在過去一晝夜內，在前線各地區內損失1,840名軍人。俄軍航空兵、無人機、導彈部隊和炮兵摧毀141個有生力量和烏軍裝備聚集區。自「特別軍事行動」開始以來，俄軍總共摧毀烏軍646架軍用飛機、283架直升機、33,130架無人機、580套防空導彈系統、18,559輛坦克和其他裝甲車、1,469套多管火箭炮、15,858門野戰炮和迫擊炮、27,074輛特種軍用車輛。
烏克蘭總統澤連斯基抵達克羅地亞，會見克羅地亞總理普蘭科維奇，並出席第3屆烏克蘭-東南歐峰會，會議將着重於實現和平、烏克蘭通往北約和歐盟的道路以及烏克蘭的重建。塞爾維亞總統武契奇、科索沃總統奧斯馬尼、波斯尼亞總理克里斯托及羅馬尼亞外長奧多貝斯庫等人出席會議。在峰會前，澤連斯基與普連科維奇，會見在克羅地亞的烏克蘭難民。澤連斯基在峰會上表示，若俄羅斯成功征服烏克蘭，並威脅整個東歐，毫無疑問下一個地區，俄羅斯用來破壞歐洲穩定，將是波羅的海或巴爾幹地區，烏克蘭抵抗俄羅斯，是巴爾幹半島穩定的條件，又指出目前戰情有利烏軍未來三個月，令局勢朝和平及持久穩定的方向發展。若採取果斷行動，戰事可望於2025年內結束。普連科維奇在會後的聯合記者會中表示，峰會宣言總結地區各國強烈政治意願，支持由澤連斯基提出的和平方案。
烏克蘭總統辦公室表示，總統澤連斯基與克羅地亞總理普蘭科維奇簽署雙邊支援和合作協議，涵蓋國防工業與克羅埃西亞協助開雷之間的合作以及對俄羅斯戰爭的強烈譴責，重申堅定不移地支援烏克蘭的獨立、主權和領土完整。
烏克蘭國家財產基金表示，以9600萬美元出售國有鈦生產商「UMCC-Titanium」出售給由亞塞拜然商人持有的「Cemin Ukraine」，預計將獲得大量資源，以加強國防能力。
烏克蘭最大新聞傳媒「烏克蘭真理報」表示，受到來自烏克蘭總統辦公室的持續和有系統的壓力，該媒體受到威脅，當局試圖影響其運作，政府官員被命令不要與真理報記者溝通，烏克蘭真理報記者無法參加官方活動，企業被要求不能在真理報網站上購買廣告及不贊助真理報組織的活動。烏克蘭真理報記者此前和烏克蘭總統澤連斯基在新聞記者會上激烈互動，期間澤連斯基質疑該報的編輯獨立性。
法國總統馬克龍到訪東部一個軍事基地探訪接受培訓的烏軍「基輔的安娜旅」的2,300名軍人，是首次有國家在其領土訓練正式的烏克蘭軍旅。
歐盟委員會主席馮德萊恩在歐洲議會上不點名批評與會的匈牙利總理歐爾班，抨擊匈牙利與俄羅斯和中國的關係將歐洲安全置於危險之中。歐盟27個成員國中不少國家為制裁俄羅斯，減少對俄羅斯能源依賴，而匈牙利則繼續依賴俄羅斯能源。任何首先想要歐洲能源安全的國家，就必須要為此做出貢獻。世界目睹俄羅斯戰爭的暴行，但仍有一些人將戰爭歸咎於被侵略者，仍然有一些人將戰爭歸咎於烏克蘭對自由的渴望，而不是普京對權力的渴望，想問他們是否會把1956年蘇聯入侵匈牙利歸咎於匈牙利人？其後，匈牙利總理歐爾班發言時表示，對馮德萊恩的演講感到驚訝，拒絕將匈牙利1956年反對蘇聯壓迫的起義與烏克蘭保衛領土的抗擊相提並論，並再次呼籲有關各方在烏克蘭停火。
歐盟27個成員國大使達成協議，向烏克蘭提供372億美元貸款，以支援烏克蘭飽受戰爭蹂躪的經濟，貸款沒有指定和針對性用途，允許烏克蘭在資金使用方式上發揮最大靈活性，本次貸款將以凍結的俄羅斯中央銀行資產作為抵押品，預計將於2025年初開始發放。
德國國防部規劃和指揮參謀部主任兼烏克蘭局勢中心主任弗羅伊丁少將表示，烏克蘭上週已接收2套由烏克蘭交付的IRIS-T防空系統。
俄羅斯總統秘書佩斯科夫回應著名記者鮑勃·伍德華的新書內容，承認正值疫情最嚴重時期，特朗普在任期間曾向俄羅斯總統普京提供新冠病毒檢測儀器，但否認書中關於特朗普離任後與普京多次通電話的說法，亦沒有回應特朗普和普京之間是否曾在美國國會討論600億美元援烏法案前後進行電話通話。
多間傳媒引述不具名美国高级国防官员消息報道，俄罗斯在与乌克兰的战争中伤亡人数已超过60万人。傷亡人數超過俄羅斯自第二次世界大戰以來任何衝突中的傷亡人數，其中今年9月的傷亡數字特別高。過去幾周的戰鬥只導致前線發生小幅變化，幾乎沒有跡象表明俄羅斯正在作出任何調整。
新聞通訊社「彭博社」引述不具名美國高級國防官員消息報道，根據美國的評估烏軍能夠繼續維持佔領俄羅斯庫爾斯克的部分領土幾個月或更長時間，進入該地區的可靠供應和俄羅斯對烏克蘭東部進展的關注是關鍵因素。在經歷數月的嚴重彈藥短缺後，烏軍現在正穩定地接收炮彈供應，盟友亦為了加強供應正改善供應鏈。

## 10月10日
烏克蘭地方政府表示，截至10日上午9時，俄羅斯在過去24小時內襲擊蘇梅、切爾尼戈夫、赫爾松、基洛夫格勒、切爾卡瑟、敖德薩、哈爾科夫、頓涅茨克、第聶伯羅彼得羅夫斯克、盧甘斯克、尼古拉耶夫、扎波羅熱州等地，至少造成9名平民死亡，34名平民受傷。哈爾科夫州長表示，俄軍襲擊北部切爾卡斯卡洛佐瓦，至少造成5名平民受傷。
烏克蘭武裝部隊總參謀部表示，自全面入侵以來，俄羅斯在烏克蘭損失665,200名士兵，過去一天俄軍有1,080人傷亡，累計損失8,945輛戰車、17,765輛裝甲戰鬥車輛、26,314輛車輛和油箱、19,263門火砲系統、1,225套多管火箭系統、976套防空系統、369架飛機、328架直升機、16,767架無人機、2,618枚巡弋飛彈、28艘船隻和1艘潛艦等。
俄羅斯Telegram頻道「Astra」報道，凌晨烏軍無人機襲擊俄羅斯阿迪格共和國漢斯卡亞軍用機場。烏克蘭武裝部隊總參謀部證實，烏軍成功襲擊俄羅斯在阿迪格共和國的汗斯卡亞軍用機場，襲擊期間，57架戰機、教練機和直升機駐紮在機場。
俄羅斯國防部表示，烏克蘭軍隊在過去一晝夜內，在前線各地區內損失1,965名軍人。俄軍航空兵、無人機、導彈部隊和炮兵摧毀131個有生力量和烏軍裝備聚集區。
俄佔克里米亞官員表示，在7日凌晨烏克蘭無人機襲擊中，遭擊中的費奧多西亞石油設施焚燒至今第四日仍未撲滅。並且在晚上9時左右，在費奧多西亞石油設施中第二處地點發生一場強烈爆炸，引發大火，晚上11時10分左右，發生另一場強烈爆炸。
非政府組織「白俄羅斯哈瓊監測小組」表示，2架可攜帶匕首導彈匕首高超音速導彈的俄軍米格-31戰機先後在9日和10日飛抵白俄羅斯中部馬丘利希奇軍用機場。
烏克蘭總統澤倫斯基抵達英國，會見英國首相施紀賢，並舉行雙邊會談。其後與北約秘書長呂特舉行三邊會議，並介紹烏克蘭的勝利計劃，討論烏克蘭的歐洲-大西洋一體化和軍事支援。澤倫斯基轉抵法國，會見法國總統馬克龍，感謝法國在道路上的領導，在團隊層面上同意繼續努力完成下一步進程，並介紹烏克蘭的勝利計劃。其後，前往意大利，會見意大利總理梅洛尼，討論勝利計劃和軍事援助，加強烏克蘭的地位，並促進與其合作伙伴的密切外交關係。
烏克蘭國會以247票贊成通過首次大幅戰時增稅法案，以支撐其財政狀況，法案包括將居民的戰爭稅從1.5%提高到5%，提高個人企業家和小企業的稅收，對銀行利潤徵收50%稅收，以及對金融公司利潤徵收25%稅收。國會以276票贊成通過允許在烏克蘭國際軍團作戰的外國志願者出任軍官。
烏克蘭戰俘待遇協調總部發言人亞岑科表示，2023年8月前往由俄羅斯控制的烏克蘭東部地區採訪時失蹤，直至今年4月時，才被俄軍俘虜和拘留的烏克蘭記者維多利亞·羅希娜去世，正在了解死亡原因。烏克蘭國防部情報總局發言人表示，羅希娜本來將會被納入即將舉行的新一輪兩國俘虜交換之中。俄羅斯傳媒報道，羅希娜是在由莫斯科的監獄，轉移到位於烏克蘭邊境的監獄的途中死亡。
挪威國防部表示，將撥款約8,750萬美元加強國防工業，重點是在俄羅斯全面入侵期間支援烏克蘭，資金將支援4個新專案，以促進關鍵部件的生產，包括火箭發動機和爆炸物，是協助烏克蘭國防的防空導彈和彈藥所需。

## 10月11日
烏克蘭地方政府表示，截至11日上午9時，俄羅斯在過去24小時內襲擊蘇梅、切爾尼戈夫、赫爾松、基輔、赫梅利尼茨基、敖德薩、哈爾科夫、頓涅茨克、第聶伯羅彼得羅夫斯克、盧甘斯克、尼古拉耶夫、扎波羅熱州等地，至少造成6名平民死亡，27名平民受傷。烏克蘭敖德薩州長表示，俄軍對敖德薩地區發動彈道導彈襲擊，至少造成4名平民死亡，包括1名16歲青少年，10名平民受傷。
烏克蘭武裝部隊總參謀部表示，自全面入侵以來，俄羅斯在烏克蘭損失666,340名士兵，過去一天俄軍有1,140人傷亡，累計損失8,953輛戰車、17,800輛裝甲戰鬥車輛、26,398輛車輛和油箱、19,322門火砲系統、1,229套多管火箭系統、976套防空系統、369架飛機、329架直升機、16,837架無人機、2,619枚巡弋飛彈、28艘船隻和1艘潛艦等。總參謀部表示，1架俄羅斯Mi-8直升機在哈爾科夫州被摧毀。總司令瑟爾斯基表示，俄羅斯已經從前線其他地區向庫爾斯克州轉移約5萬名士兵，重新部署削弱俄軍在扎波羅熱、赫爾松和克拉馬托爾斯克地區的陣地。烏克蘭託雷茨克軍事行政官員表示，烏克蘭控制頓涅茨克州託雷茨克鎮約40至50%土地，其餘部分已被俄羅斯佔領，現時仍有約有1,150名平民留在小鎮上，正在盡一切努力疏散平民。烏克蘭國家安全與國防委員會反虛假資訊部門官員表示，俄軍在庫爾斯克地區對烏克蘭佔領區左翼發動新反擊，目前沒有細節，但俄軍在裝備方面遭受重大損失。烏克蘭南部作戰司令部表示，自本週初以來，烏軍擊退俄羅斯對赫爾松和扎波羅熱州的29次襲擊，俄軍使用318架FPV無人機，投下428枚通用炸彈，但沒有任何進展。
俄羅斯國防部表示，南部集團軍部隊已經控制頓涅茨克地區奧斯特洛夫斯克耶村。
烏克蘭總統澤連斯基到訪梵蒂岡，會見教宗方濟各，方濟各向澤連斯基贈送一枚帶有一朵花的青銅淺浮雕，並刻有「和平是一朵脆弱的花」的字句。澤連斯基則贈送方濟各一幅名為「布查大屠殺-馬裡奇卡的故事」的油畫。澤連斯基轉抵德國，會見德國總理朔爾茨，澤連斯基感謝德國對烏克蘭的有力援助，特別在防空方面提供最重要的支援，並介紹現時局勢和勝利計劃。朔爾茨則表示，年底將與比利時、丹麥、挪威等合作向烏克蘭交付另一套價值15億美元的援助。
烏克蘭國防部長烏梅羅夫表示，已為國防採購局和非致命國防後勤局成立監管委員會，以建立有效和透明的採購管理，並成為遵守國際標準的重要一步，最大限度地減少腐敗風險，並增加國內和國際合作夥伴對系統的信任。另外，烏梅羅夫表示，內閣已經批准解除負責歐洲一體化事務的副國防部長亞歷山大·巴拉努察的職務，並且任命謝爾蓋·博耶夫接替。
烏克蘭搖滾樂隊「艾莎的海」在基輔體育宮舉行音樂會，散場期間數十名軍方入伍辦公室員工和巡邏警察在會場外，攔截和檢查適齡男性資料，發現多人未有按時更新軍事檔案遭警員逮捕。
美國眾議院議長約翰遜表示，對進一步向烏克蘭提供資金沒有興趣，希望沒有這樣必要，如果共和黨總統候選人、前總統特朗普獲勝，相信他可以結束這場衝突，他會給俄羅斯總統普京打電話。約翰遜認為全世界的人都對戰事感到疲憊，希望解決這個問題，認為如果民主黨總統候選人、副總統賀錦麗當選，戰爭將不會結束。
斯洛伐克外交部長布拉納爾表示，斯洛伐克將不會再向烏克蘭提供新裝備或庫存內的裝備援助，但將由德國出資在在米卡洛夫採的軍事基地繼續協助維修烏克蘭的軍事裝備。
人權組織「保護記者委員會」呼籲烏克蘭當局停止針對烏克蘭主要傳媒之一「烏克蘭真理報」的系統性壓力，形容無論是在和平時期還是戰爭時期，烏克蘭當局都絕不能阻止調查性新聞工作。

## 10月12日
烏克蘭地方政府表示，截至12日上午9時，俄羅斯在過去24小時內襲擊蘇梅、切爾尼戈夫、赫爾松、哈爾科夫、頓涅茨克、第聶伯羅彼得羅夫斯克、盧甘斯克、尼古拉耶夫、扎波羅熱州等地，至少造成3名平民死亡，14名平民受傷。扎波羅州軍事管理局負責人表示，俄軍在11日對扎波羅熱州11個地區發動425次襲擊。
烏克蘭武裝部隊總參謀部表示，自全面入侵以來，俄羅斯在烏克蘭損失667,630名士兵，過去一天俄軍有1,290人傷亡，累計損失8,962輛戰車、17,827輛裝甲戰鬥車輛、26,513輛車輛和油箱、19,381門火砲系統、1,230套多管火箭系統、976套防空系統、369架飛機、329架直升機、16,947架無人機、2,619枚巡弋飛彈、28艘船隻和1艘潛艦等。總參謀部表示，與國防部情報總局合作，襲擊俄佔盧甘斯克地區羅韋尼基附近一個俄軍使用的石油倉庫，引發大火。
俄羅斯國防部表示，在過去24小時防空部隊擊落11枚美製海馬斯多管火箭炮彈和125架無人機。
俄羅斯國防部表示，烏克蘭軍隊在過去一晝夜內，在前線各地區內損失1,915名軍人。俄軍航空兵、無人機、導彈部隊和炮兵摧毀146個有生力量和烏軍裝備聚集區。
烏克蘭總統澤連斯基表示，在訪問法國期間與法國總統馬克龍就進行聯合生產設施進行討論，正制定相關生產協議，認為有關模式有助吸引更多國家。澤連斯基在俄軍傳出已奪回庫爾斯克地區20多個定居點後表示，儘管俄羅斯試圖突破，但烏軍仍然在俄羅斯庫爾斯克地區守住前線。
親俄的斯洛伐克總理菲佐所屬的執政方向—社會民主黨高級成員布拉哈到訪俄羅斯莫斯科，稱讚俄羅斯美麗、智慧和先進，並呼籲結束對俄羅斯的仇恨，前往俄羅斯的原因是為了感謝從法西斯主義中解放出來，並為西方的「恐俄」道歉，反對向烏克蘭提供進一步的軍事援助以及西方對俄羅斯的制裁。
俄羅斯獨立媒體Mediazona與BBC新聞俄語根據公共來源，包括訃告、親屬、地區媒體和地方當局的報道，確認自2022年2月俄羅斯全面入侵烏克蘭以來，72,899名俄羅斯陣亡士兵的名字，近4千2百名軍官在烏克蘭的戰鬥中喪生，至少有13,438名從監獄招募的囚犯、14,580名志願者和9,170名動員士兵在戰爭中死亡，報道明確表示，實際數字可能更高。
美國「華盛頓郵報」引述烏克蘭士兵和軍官消息報道，俄軍正在烏克蘭前線大量使用黑市購入的Starlink網際網路終端，成功為領土擴張做出貢獻，包括佔領頓涅茨克州武赫萊達爾，形容這種優勢已經消失。

## 10月13日
烏克蘭武裝部隊總參謀部表示，自全面入侵以來，俄羅斯在烏克蘭損失668,930名士兵，過去一天俄軍有1,300人傷亡，累計損失8,971輛戰車、17,876輛裝甲戰鬥車輛、26,584輛車輛和油箱、19,410門火砲系統、1,231套多管火箭系統、978套防空系統、369架飛機、329架直升機、16,992架無人機、2,619枚巡弋飛彈、28艘船隻和1艘潛艦等。
俄羅斯國防部表示，在過去24小時防空部隊擊落2枚烏製海王星遠程制導導彈、5枚美製海馬斯多管火箭炮彈和36架無人機。
俄羅斯國防部表示，中部集團軍部隊已經佔領頓涅茨克地區米哈伊洛夫卡定居點。俄軍航空兵、無人機、導彈部隊和炮兵摧毀138個有生力量和烏軍裝備聚集區。
烏克蘭總統澤倫斯基表示，僅本週俄羅斯就對烏克蘭發射約900枚制導空中炸彈、40多枚導彈和400架各種型別的戰鬥無人機，再次呼籲提供必要的防空系統，就足夠的射程做出決定，並確保及時向士兵提供防禦援助。
烏克蘭國防部長烏梅羅夫總結過去一週與西方國防夥伴會晤為烏克蘭帶來的具體結果，法國、英國、義大利和德國同意增加對烏克蘭工業防禦綜合體的投資，英國承諾提供額外的遠端武器、火炮系統和機器人系統，亦與法國討論在法國為無人機操作員開設培訓中心的可能性。俄羅斯與北韓等政權之間的聯盟正在加強，需要烏克蘭及其國際合作夥伴做出強有力的回應，現時不再只是提供武器，更是關於將人從北韓轉移到佔領軍。
俄羅斯克里姆林宮發言人佩斯科夫回應德國外交部長貝伯克指普京拒絕對話時表示，俄羅斯尚未收到德國關於德國總理肖爾茨和俄羅斯總統普京之間的電話提議，聲稱普京仍然願意接觸。
烏克蘭總檢察長科斯廷表示，已經就網上流傳片段顯示，俄軍在庫爾斯克地區槍殺9名投降的烏克蘭士兵展開調查，形容事件嚴重違反「日內瓦公約」，就違反戰爭法律以及預謀謀殺提起刑事訴訟，並正在盡最大努力識別和起訴所有對烏克蘭和烏克蘭人犯下的罪行的侵略者。
烏克蘭蘇梅州軍事管理局表示，共有近37,000名居民從蘇梅州撤離，其中包括6千4百多名兒童，正在努力根據擴大的強制疏散令疏散更多居民，與俄羅斯接壤的10公里區域內的所有居民都已完全撤離。
烏克蘭外交部斥責美國著名演員謝拉·力圖在塞爾維亞貝爾格萊德的一場音樂會上發表的言論。期間力圖表示，感受到俄羅斯人的尖叫聲，想念俄羅斯，一旦所有問題都解決，將訪問俄羅斯，在莫斯科和聖彼得堡舉行派對。有關言論引發烏克蘭人不滿，烏克蘭外交部則斥責力圖感受到俄羅斯的能量和在俄羅斯表演的願望是對為捍衛自由而犧牲生命的人的侮辱，當俄羅斯繼續試圖解決烏克蘭的「生存問題」時，不會有任何綏靖之舉。
愛沙尼亞國防部長佩夫庫爾表示，愛沙尼亞正在考慮從烏克蘭購買國防物資的可能性，協議可以幫助烏克蘭增加國防生產。
烏克蘭基輔地區招募與社會支持中心發言人證實，11日在烏克蘭搖滾樂隊「艾莎的海」舉行音樂會的基輔體育宮外，部署員工和聯合巡邏警察在會場外攔截和檢查適齡男性資料，發現多人未有按時更新軍事檔案遭警員逮捕。
德國傳媒「明鏡周刊」引述不具名烏克蘭政府消息報道，政府目前正在就放棄全面恢復領土的目標進行嚴肅討論，正在考慮結束俄羅斯全面戰爭的方案，將暫時暫停其恢復烏克蘭全面領土完整的目標。

## 10月14日
烏克蘭地方政府表示，截至14日上午9時，俄羅斯在過去24小時內襲擊蘇梅、切爾尼戈夫、赫爾松、哈爾科夫、頓涅茨克、第聶伯羅彼得羅夫斯克、盧甘斯克、尼古拉耶夫、扎波羅熱州等地，至少造成5名平民死亡，8名平民受傷。敖德薩州州長表示，俄軍使用彈道導彈襲擊敖德薩市港口基礎設施，至少造成1名平民死亡，8名平民受傷，損壞一艘懸掛貝里斯國旗的「NS Moon」民用船隻和一艘懸掛帛琉國旗的「Optima」民用船隻。烏克蘭內政部表示，俄軍使用無人機襲擊赫爾松州1輛汽車，至少造成2名平民死亡。
烏克蘭武裝部隊總參謀部表示，自全面入侵以來，俄羅斯在烏克蘭損失670,190名士兵，過去一天俄軍有1,260人傷亡，累計損失8,975輛戰車、17,895輛裝甲戰鬥車輛、26,622輛車輛和油箱、19,421門火砲系統、1,231套多管火箭系統、978套防空系統、369架飛機、329架直升機、17,009架無人機、2,619枚巡弋飛彈、28艘船隻和1艘潛艦等。烏克蘭國防部情報總局表示，12日午夜至13日凌晨期間，一架用於運送俄羅斯國防部領導層的俄羅斯Tu-134軍用運輸機在奧倫堡州一個軍用機場被放火焚燒。烏克蘭第80空降突擊旅指揮官表示，第80空降突擊旅士兵在烏克蘭對庫爾斯克地區發動行動前2天已經進入庫爾斯克地區，協助隨後的進攻，在烏克蘭特種作戰部隊的協助下6名士兵越過邊境，行動開始時襲擊邊境附近的一個俄羅斯據點。為烏克蘭車輛的進入鋪平道路，進入後開始擾亂俄羅斯的通訊系統，使俄軍迷失方向，在工程部門的協助下，2個營突破雷區，繼續在庫爾斯克地區推進。烏克蘭盧甘斯克行動戰術小組發言人表示，頓涅茨克州託列茨克已經沒有完好無損的建築或庇護所，這將允許俄羅斯佔領這個陷入困境的城鎮。
俄羅斯國防部表示，在過去24小時防空部隊擊落1枚美製海馬斯多管火箭炮彈和25架無人機。
俄羅斯國防部表示，東部集團軍部隊已經佔領扎波羅熱地區列瓦德諾耶村。俄軍航空兵、無人機、導彈部隊和炮兵摧毀119個有生力量和烏軍裝備聚集區。烏克蘭軍隊在過去一晝夜內，在前線各地區內損失1,765名軍人。俄羅斯聯邦安全局表示，過去一周內在頓涅茨克和馬克耶夫卡上空挫敗烏克蘭無人機的121次恐怖襲擊。
烏克蘭空軍和烏克蘭Telegram監察頻道報告顯示，13日午夜至14日凌晨是俄軍自8月下旬以來首次沒有發射任何伊朗製無人機，期間的48天內共發射1千3百多架。
烏克蘭全國數百所學校、企業、大使館和傳媒機構收到2千多條帶有炸彈威脅資訊的電郵，烏克蘭國家警察進行全面調查，證實全部都是虛假訊息，絕大多數訊息的IP地址來自俄羅斯。
烏克蘭總統澤連斯基引述情報資料表示，俄羅斯計劃今年秋冬讓北韓直接參與對烏克蘭的全面戰爭，另包括關於俄羅斯與其他一些國家關係的最新資訊，形容這些國家正在投資延長戰爭。
俄羅斯總統普京向俄羅斯國家杜馬提交關於批准「俄朝全面戰略夥伴關係條約」的法律草案。條約規定，如果任何一方受到某一國或數國的武力攻擊，並處於戰爭狀態，根據「聯合國憲章」第51條以及朝俄的法律，另一方將立即以一切可用手段提供軍事援助。
俄羅斯國防部長別洛烏索夫抵達中華人民共和國北京市進行訪問，會見中華人民共和國國防部部長董軍和中共中央軍委副主席張又俠，提及按照兩國元首指明的方向，深化戰略協作，堅決捍衛兩國共同利益，共同維護全球戰略穩定。
烏克蘭總統顧問波多利亞克表示，烏克蘭的勝利計劃包括要求提供更多MGM-140 陸軍戰術導彈系統和暴風影導彈，並允許攻擊俄羅斯的軍事目標，勝利計劃還包括具體的軍事、經濟、政治和外交措施，旨在向俄羅斯施壓以結束戰爭。其中，允許打擊俄羅斯領土深處的軍事目標可能會增加俄羅斯的國內壓力，削弱俄羅斯軍隊，從而改變俄羅斯總統普京的戰略計算。如果沒有對烏克蘭的進一步援助，戰爭可能會持續數年，並破壞西方的全球地位。如果烏克蘭被迫從較弱的立場進行談判，只會讓普京大膽地尋求對烏克蘭的完全控制。
烏克蘭檢察總長科斯廷表示，如果俄羅斯總統普京下個月出席在巴西里約熱內盧舉行的20國集團峰會，巴西有義務逮捕他，重申其作為民主國家和法治國家的地位。
俄羅斯人權事務專員莫斯卡科瓦表示，30,415名來自別爾哥羅德、庫爾斯克地區以及俄佔頓涅茨克和俄佔盧甘斯克地區的居民疏散至960個臨時住宿設施中，包括7,670名兒童。約有112,337名俄羅斯庫爾斯克州居民因敵對行動而離開家園，並且接獲烏佔庫爾斯克地區超過1千名俄羅斯公民的求助，目前下落不明，懷疑已遭烏軍帶走。莫斯卡科瓦表示，已探視俄羅斯境內逾2千名烏克蘭戰俘，同時烏克蘭人權監察員亦探視俄羅斯戰俘。
烏克蘭非政府組織「東方人權組織」表示，俄佔當局宣布從2025年開始，在俄佔地區上患有糖尿病、支氣管哮喘和其他疾病的烏克蘭人，除非已獲得俄羅斯護照，否則將無法獲得免費藥物。
俄羅斯莫斯科法院宣判，法國公民洛朗·維納蒂爾涉嫌違反外國代理人法，被判處監禁3年3個月，俄羅斯當局指控維納蒂爾收集有關俄羅斯的軍事和軍事技術活動，可能會損害國家安全。
烏克蘭外交部駁斥法國傳媒「世界報」報道烏克蘭向馬裡反親俄軍政府的圖阿格雷組織提供無人機，攻擊軍政府士兵及俄羅斯僱傭兵組織「瓦格納集團」士兵。外交部表示，否認與恐怖分子合作、向他們提供武器供應和資訊、支援恐怖分子聯盟等所有指控。
烏克蘭基輔國際社會研究所公布民意調查結果顯示，59%受訪烏克蘭人信任總統澤倫斯基，而37%受訪者表示不信任。
北約秘書長呂特表示，面對俄羅斯的威脅，北約不會退縮，並保持對烏克蘭的支援，將採取必要措施，確保普京不會如願，烏克蘭將佔上風。
歐盟委員會主席馮德萊恩表示，歐盟對伊朗在俄羅斯全面入侵烏克蘭期間，向俄羅斯提供導彈和無人機的7名個人和7個實體實施制裁，包括負責決策、運送和轉讓無人機和導彈供俄羅斯使用的個人和實體，指出伊朗政權支援俄羅斯對烏克蘭的侵略戰爭是不可接受，必須停止。
美國共和黨總統候選人、前總統特朗普表示，在擔任總統期間，與俄羅斯總統普京相處得很好，暗示經常聽到俄羅斯領導人談論其控制烏克蘭的野心，並斷言如果在過去幾年不是拜登在白宮裏，俄羅斯和烏克蘭之間就不會發生戰爭，同時又表示，與烏克蘭總統澤倫斯基相處得很好，強調在澤倫斯基訪問美國期間兩人在紐約會面。特朗普表示，只要自己成為總統候任人，即可結束俄烏戰事。

## 10月15日
烏克蘭地方政府表示，截至15日上午9時，俄羅斯在過去24小時內襲擊蘇梅、切爾尼戈夫、赫爾松、哈爾科夫、頓涅茨克、第聶伯羅彼得羅夫斯克、盧甘斯克、尼古拉耶夫、扎波羅熱州等地，至少造成5名平民死亡，34名平民受傷。烏克蘭尼古拉耶夫州州長表示，俄軍凌晨2時30分左右使用S-300防空導彈襲擊尼古拉耶夫市，至少造成1名平民死亡，23名平民受傷。
烏克蘭武裝部隊總參謀部表示，自全面入侵以來，俄羅斯在烏克蘭損失671,400名士兵，過去一天俄軍有1,210人傷亡，累計損失8,988輛戰車、17,939輛裝甲戰鬥車輛、26,654輛車輛和油箱、19,430門火砲系統、1,231套多管火箭系統、978套防空系統、369架飛機、329架直升機、17,019架無人機、2,620枚巡弋飛彈、28艘船隻和1艘潛艦等。烏克蘭國家安全與國防事務委員會秘書利特維年科表示，隨著取暖季節的開始，俄羅斯將會對能源部門的大規模打擊，烏克蘭正準備應對方法。烏克蘭南方部隊表示，部隊發現並襲擊俄軍軍事訓練設施。當時有約20名士兵在場，對設施和人員造成一定傷害。片段顯示訓練場地發生類似集束彈藥爆炸的情況。
俄羅斯國防部表示，在過去24小時防空部隊擊落1枚法製鐵錘航空制導炸彈和43架無人機。俄羅斯烏克蘭戰爭罪相關問題聯合控制和協調中心表示，烏軍 下午5時10分向俄佔戈爾洛夫卡市中心地區發射20枚火箭彈。
俄羅斯國防部表示，俄軍航空兵、無人機、導彈部隊和炮兵摧毀129個有生力量和烏軍裝備聚集區。烏克蘭軍隊在過去一晝夜內，在前線各地區內損失1,576名軍人。俄佔頓涅茨克地區官員表示，俄軍已經佔領頓涅茨克地區捷爾任斯克市（烏克蘭方面稱為托雷茨克市）的三分之二以上領土，目前俄軍仍在前進，市內仍有約1千名平民。目前俄軍正向克拉斯諾阿爾梅斯克，烏克蘭方面稱為波克羅夫斯克的方向推進。
烏克蘭總統顧問利特文表示，有關總統辦公室對「烏克蘭真理報」施加壓力的指控然不正確，又指出從未收到來自真理報的查詢和提問。烏克蘭總統顧問列先科表示，美國國會兩黨議員正在向總統澤連斯基施壓，要求進一步將強制徵兵年齡由現時的25歲降低到18歲，又稱美國議員引用美國在越南戰爭的經歷，當時18至26歲的男性被徵召參加戰鬥，約220萬美國士兵透過選擇性服務被徵召參加戰爭。到目前為止，總統澤連斯基拒絕在改變徵兵年齡方面讓步，而是繼續要求美國＇提供更多的軍事援助。
烏克蘭哈爾科夫州州長西涅古博夫表示，在俄羅斯的持續推進中，當局下令對居住在庫皮揚斯克市以及鄰近3個社群和博羅瓦的居民進行強制疏散。
俄佔頓涅茨克地區法院宣判，缺席判處為烏克蘭武裝部隊作戰的法國雇傭兵紀堯姆·安德烈奧尼，涉嫌違反俄羅斯聯邦刑法典雇傭兵參與武裝衝突條款，監禁14年。
美國五角大樓發言人辛格表示，鑑於烏克蘭和以色列兩國的防禦能力不同，美國不會像在以色列一樣部署薩德反導彈系統來保護烏克蘭，不同的能力，不同的戰爭，不同的地區，對以色列和烏克蘭的承諾也是不同，拜登政府將繼續支援烏克蘭和以色列滿足其不同需求。
芬蘭外交部長瓦爾托寧表示，一些西方盟友已經厭倦對烏克蘭的支援，希望更快地解決問題，又形容中東衝突正在轉移對烏克蘭的注意力和資源，呼籲現時需要更加堅定地支援烏克蘭。
西班牙警察表示，查獲共13噸違禁化學品，屬於可用作製作科學武器或神經毒劑的原材科，拘捕4人涉嫌企圖將有關化學物運往俄羅斯，規避禁止向俄羅斯運輸化學品的歐盟制裁。
烏克蘭傳媒「基輔獨立報」引述不具名西方情報人士消息報道，北韓已向俄羅斯派遣1萬名士兵，以加強俄羅斯對烏克蘭的戰爭努力，目前仍不清楚士兵的角色。烏克蘭國家電視廣播公司引述情報人士消息報道，約有18名北韓士兵從俄羅斯靠近烏克蘭邊境的庫爾斯克州和布良斯克州的陣地叛逃。

## 10月16日
烏克蘭空軍表示，俄羅斯在午夜至凌晨期間，對烏克蘭發動大規模無人機和導彈襲擊，俄軍從庫爾斯克州、奧廖爾州和普里莫爾斯科-阿赫塔爾斯基區發射136架無人機，從俄佔頓涅茨克地區發射1枚S-300/400導彈和1枚Kh-59/69導引空中導彈，防空系統在蘇梅、切爾卡瑟、基洛沃格勒、特諾皮爾、赫爾松、哈爾科夫、日托米爾、頓涅茨克、第聶伯羅彼得羅夫斯克、尼古拉耶夫、基輔、波爾塔瓦、切爾尼戈夫、切爾諾夫策等地區擊落51架無人機和2枚導彈。另有60架無人機因電子戰措施，未能擊中目標。
烏克蘭武裝部隊總參謀部表示，自全面入侵以來，俄羅斯在烏克蘭損失672,850名士兵，過去一天俄軍有1,450人傷亡，累計損失8,997輛戰車、17,969輛裝甲戰鬥車輛、26,732輛車輛和油箱、19,459門火砲系統、1,231套多管火箭系統、978套防空系統、369架飛機、329架直升機、17,050架無人機、2,620枚巡弋飛彈、28艘船隻和1艘潛艦等。烏克蘭國防部情報總局表示，旗下部隊在哈爾科夫州解放400公頃的森林，造成俄羅斯士兵死亡。烏克蘭國防部表示，批准由烏克蘭自行研發和生產的抗電子戰無人機「Chaklun」投入在前線使用。
俄羅斯國防部表示，在過去24小時防空部隊擊落3枚美製海馬斯多管火箭炮彈和56架無人機。
俄羅斯國防部表示，西部集團軍部隊已經佔領盧甘斯克地區內夫斯凱村，中部集團軍部隊已經佔領頓涅茨克地區紅亞爾村。烏克蘭軍隊在過去一晝夜內，在前線各地區內損失1,820名軍人。俄軍航空兵、無人機、導彈部隊和炮兵摧毀138個有生力量和烏軍裝備聚集區，包括一套海王星海岸反艦導彈系統和一套S-200防空導彈系統。俄軍對位於尼古拉耶夫的一家裝甲車工廠實發動導彈襲擊，擊中5棟工業建策和10輛裝甲車，工廠裝甲車生產和維修工作停止。
俄羅斯國家通訊社「塔斯社」報道，最近在烏克蘭前線歸來的俄羅斯聯邦軍隊總參謀部情報總局高級軍官尼基塔·克倫科夫在莫斯科地區被身份不明人士槍殺。
烏克蘭總統澤連斯基到烏克蘭國會介紹「勝利計劃」，如果計劃得到支援，最遲可以在明年結束戰爭。計劃內容包括，第一、邀請烏克蘭加入北約，理解獲得北約成員資格並非現在處理的事情，但應立即發出邀請，向俄羅斯總統普京展示其地緣政治計算的錯誤。第二、加強烏克蘭的國防能力，強調需要將戰爭帶到俄羅斯領土，如烏軍在8月初在庫爾斯克的行動，防止俄羅斯在烏克蘭領土上建立可能的緩衝區，同時呼籲進一步武裝烏克蘭，加強其國防工業，提高防空能力，取消對俄羅斯遠端打擊的限制，增加遠端能力的供應，並要求西方支援在烏克蘭上空擊落俄羅斯導彈和無人機。第三、非核威懾，內容部分將保密，但烏克蘭正在提出一項在領土上全面的非核戰略威懾計劃，以保護烏克蘭免受未來的侵略，計劃已經向美國、英國、德國、法國和義大利的領導人詳細介紹。第四、經濟增長與合作，涉及烏克蘭對鈾、鈦和鋰等自然資源的使用，將為基輔和歐盟帶來經濟增長潛力，烏克蘭正在與歐盟和美國就資源的聯合投資和使用達成特別協議，並且進一步呼籲加強對俄羅斯的國際制裁，以削弱其維持侵略的能力。第五、戰後安全架構，烏克蘭擁有一支龐大而經驗豐富的軍事力量，可以加強北約和歐洲大陸的安全，如果合作伙伴同意，可用烏克蘭部隊取代駐紮在歐洲的美軍特遣隊。
烏克蘭總統澤連斯基與美國總統拜登通電話，兩人討論烏克蘭提出的「勝利計劃」。其中拜登表示，將向烏克蘭提供4.25億美元的新安全援助，包括額外的防空能力、空對地彈藥、裝甲車和關鍵彈藥，以滿足烏克蘭的迫切需求。澤連斯基表示，感謝美國的新援助計劃，當中將包括遠端武器。
烏克蘭武裝部隊總司令瑟爾斯基與英國國防參謀長拉達金通電話後表示，英國正在制定自己的提案，作為烏克蘭勝利計劃的一部分，並討論在行動和戰略深度打擊俄羅斯軍事目標的可能性。
俄羅斯聯邦公共院主權問題委員會主席羅戈夫表示，扎波羅熱前線斯捷普诺戈尔斯克方向一名烏克蘭軍官已主動投降，投奔俄方並交出關於烏軍指揮所和陣地的數據。
烏克蘭國家安全局表示，1名烏克蘭國家能源公司員工涉嫌為俄羅斯全面入侵辯護，質疑烏克蘭作為獨立國家的存在，並支援謀殺平民，曾洩露有關襲擊關鍵基礎設施後果的資訊，而被逮捕。烏克蘭傳媒報道，有關人士負責維護關鍵基礎設施的安全。
烏克蘭鋼鐵製造商協會負責人卡連科夫表示，如果俄軍佔領頓涅茨克州前線波克羅夫斯克鎮附近一個重要煤礦，烏克蘭的鋼鐵產量可能會下降超過一半，到今年年底烏克蘭鋼鐵製造商可以生產高達750萬噸的鋼鐵，並計劃在2025年將產量增加到1千萬噸以上，但如果失去波克羅夫斯克，將下降到200萬噸。烏克蘭焦炭協會負責人斯塔洛沃伊特表示，2023年波克羅夫斯克便生產約350萬噸焦炭，若波克羅夫斯克被佔領，將難以尋找焦炭來源。
烏克蘭國家能源公司表示，由未說明的技術原因，南部赫爾松州和尼古拉耶夫州全區停電。
德國總理肖爾茨表示，願意與俄羅斯總統普京討論烏克蘭的公正和平，但強調如果沒有烏克蘭或其他西方盟友的參與，不會作出任何決定。
法國國防部長勒科爾尼表示，法國成功測試首款武裝無人機，並將在未來幾周內交付給烏克蘭。
澳洲國防工業部長康洛伊表示，將向烏克蘭提供49輛即將退役的美製M1A1艾布拉姆斯坦克。
美國駐北約大使史密斯在烏克蘭總統澤連斯基公布「勝利計劃」後表示，北約對此的立場非常明確，今年夏天已經在75週年峰會上表示，烏克蘭正處於不可逆轉的加入道路上，烏克蘭將成為聯盟的成員，但目前北約並沒有討論在短期內發出邀請的行動，會繼續與烏克蘭討論如何入盟。
摩爾多瓦邊境警察表示，在距離烏克蘭邊境僅4公里的倫卡蒂村附近發現導彈碎片。

## 10月17日
烏克蘭地方政府表示，截至17日上午9時，俄羅斯在過去24小時內襲擊蘇梅、切爾尼戈夫、赫爾松、哈爾科夫、切爾卡瑟、波爾塔瓦、日託米爾、敖德薩、捷爾諾波爾、基輔、頓涅茨克、第尼伯彼得羅夫斯克、盧甘斯克、尼古拉耶夫、扎波羅熱州等地，其中在赫爾松和頓涅茨克地區至少造成9名平民受傷。烏克蘭空軍表示，俄羅斯在午夜至凌晨期間，對烏克蘭發動大規模無人機和導彈襲擊，俄軍從庫爾斯克、奧廖爾和普里莫爾斯科-阿赫塔爾斯克發射65架無人機，防空系統在蘇梅、基輔、波爾塔瓦、切爾尼戈夫、日托米爾、尼古拉耶夫、切爾卡瑟、敖德薩和捷爾諾波爾等地區擊落22架無人機。另有27架無人機因電子戰措施，未能擊中目標，2架無人機飛向白俄羅斯。記錄無人機先後5次對前線地區基礎設施發動攻擊。
烏克蘭武裝部隊總參謀部表示，自全面入侵以來，俄羅斯在烏克蘭損失674,270名士兵，過去一天俄軍有1,420人傷亡，累計損失9,014輛戰車、18,002輛裝甲戰鬥車輛、26,815輛車輛和油箱、19,510門火砲系統、1,232套多管火箭系統、978套防空系統、369架飛機、329架直升機、17,104架無人機、2,620枚巡弋飛彈、28艘船隻和1艘潛艦等。烏克蘭海軍發言人普萊特丘克表示，俄軍被迫在大規模導彈襲擊期間，部署軍艦來分散烏克蘭的防空系統，但這些艦艇本身並非用於發動襲擊。
俄羅斯國防部表示，在過去24小時防空部隊擊落5枚美製海馬斯多管火箭炮彈和43架無人機。
俄羅斯國防部表示，南部集團軍部隊已經佔領頓涅茨克地區馬克西米揚諾夫卡。烏克蘭軍隊在過去一晝夜內，在前線各地區內損失2,160名軍人。俄軍航空兵、無人機、導彈部隊和炮兵摧毀141個有生力量和烏軍裝備聚集區。自特別軍事行動開始以來，俄軍總共摧毀烏軍646架戰機、283架直升機、33,747輛無人機、582套防空導彈系統、18,634輛坦克和其他裝甲戰車、1,472架多管火箭發射器、16,304門野戰炮和迫擊炮以及27,313輛特種軍用機動車。
烏克蘭總統澤連斯基應歐洲理事會主席米歇爾邀請，到比利時布魯塞爾歐洲理事會總部介紹烏克蘭的「勝利計劃」。米歇爾表示，無論需要多久歐盟都會站在烏克蘭的一邊，亦烏克蘭需要更多的軍事支援和財政支援，讚揚烏克蘭在加入歐盟方面取得的進展。澤連斯基表示，將討論歐盟承諾，作為七國集團計劃的一部分的380億美元款，以及即將到來的冬天所需的關鍵支援。澤連斯基在歐洲理事會上介紹烏克蘭的「勝利計劃」時表示，計劃包括在烏克蘭部署常規導彈能力，將迫使俄羅斯接受談判或摧毀俄羅斯的軍事目標。另外又形容普京應該尊重我們的實力，而不是讓自由世界因他的威脅而顫抖。關於計劃的第三點，只有當俄羅斯不放棄侵略戰爭時，烏克蘭才會使用威懾計劃。呼籲歐洲合作伙伴持續支援，因為普京正在接受北韓和伊朗等國的援助，並增加俄羅斯的炮彈生產量，又引用明確的情報資料表示，中國正在積極幫助俄羅斯延長戰爭。
烏克蘭總統澤連斯基在會後的記者會上表示，俄羅斯不僅計劃培訓北韓步兵，亦計劃培訓北韓軍官和其他軍事人員，目前有約1萬名來自北韓的士兵正準備派往前線作戰，部分北韓軍官已經身處俄佔地區並加入俄軍，人數不詳，但形容北韓軍隊參與戰爭是世界大戰的第一步。烏克蘭國防部情報總局局長布達諾夫表示，近1萬1千名北韓士兵已部署到俄羅斯，並將在11月1日之前準備好在烏克蘭作戰，第一批2千6百名士兵將被部署到俄羅斯的庫爾斯克州。
烏克蘭總統澤連斯基在會後的記者會上提及9月在美國與共和黨總統候選人、前總統特朗普會面，期間提及烏克蘭需要成為北約的一部分，否則將追求核能力來保護自己，並援引「布達佩斯安全保障備忘錄」，其中烏克蘭在1994年同意放棄其核武庫，以換取俄羅斯、美國和英國的安全保證，該協議導致烏克蘭失去其核盾牌，而其他保持其核武庫的大國並沒有遭受全面戰爭的影響。澤倫斯基強調烏克蘭將選擇加入北約，而不是追求核武器。相信特朗普明白，並表示這是一個合理的要求。澤連斯基及後與北約秘書長呂特舉行聯合記者會，期間收回同日有關與特朗普會面時的評論，並明確表示烏克蘭沒有尋求核武器。
烏克蘭總統澤連斯基與希臘總理米佐塔基斯會面，雙方簽署雙邊安全協議，將提供額外的資源，以加快訓練烏克蘭飛行員和技術人員操作F-16戰機。
烏克蘭總理什梅米爾在瑞士洛桑度的烏克蘭排雷行動會議上，敦促國際社會增加對排雷工作的支援。
烏克蘭外交部發言人泰克伊駁斥德國傳媒「圖片報」引述不具名烏克蘭訊息來源報道，烏克蘭正準備發展核武器。泰克伊表明，烏克蘭一直是並仍然是「不擴散條約」的堅定締約國，並曾經放棄世界上第三強大的軍事核能力，烏克蘭在歷史上為國際和平、安全和核不擴散作出最大貢獻，但現在正面臨來自恐怖國家俄羅斯的核勒索。
烏克蘭駐英國大使、前烏克蘭武裝部隊總司令扎盧日內表示，現在幾乎不可能擺脫與俄羅斯曠日持久的戰爭狀態，早在2023年西方就沒有向烏克蘭提供足夠數量的武器，使烏克蘭在反攻期間未能在擊敗俄羅斯方面取得重大成功。警告俄羅斯對烏克蘭的全面戰爭正在進入僵持階段。特點是只有少量的戰鬥，將使俄羅斯能夠恢復其軍事力量。烏克蘭不得不改變其徵兵方式，以消除蘇聯時期的影響，但需要更多的時間來進行適當的改革。又形容北約成員國軍隊繼續依賴從韓戰中繼承的安全原則和武器，這些原則和武器與現代戰爭無關，現時戰場需要更多無人機和人工智慧等新技術，不可能繼續大規模生產昂貴的導彈、戰機和航空母艦，只會令效率降低。
烏克蘭負責監督國防領域的獨立反腐敗委員會發表報告顯示，俄羅斯在九月向烏克蘭發射1枚北韓製KN-23/24導彈，烏軍在波爾塔瓦州邁思和比利基村附近擊落，在殘骸中發現至少來自9間美國、瑞士、英國和荷蘭公司製造的微電子裝置，生產年份介乎2021至2023年。
匈牙利總理歐爾班表示，烏克蘭總統澤倫斯基16日在烏克蘭議會中概述的「勝利計劃」內容非常可怕，該計劃呼籲增加遠端武器，並允許對俄羅斯目標使用這些武器是非常危險，敦促歐盟改變其關於烏克蘭戰爭的戰略，敦促德國總理和法國總統代表整個歐盟儘快開始與俄羅斯談判，並再次呼籲停火與和平談判。
美國共和黨總統候選人、前總統特朗普表示，美國總統拜登煽動戰爭，自己在很大程度上將俄羅斯入侵烏克蘭的責任歸咎於拜登，同時抱怨烏克蘭總統澤倫斯基要求的和美國向烏克蘭提供的軍事援助金額，形容自己的抱怨並不意味不想幫助烏克蘭，但是澤倫斯基不應該讓那場戰爭開始，如果自己當時是總統，俄羅斯就不會在2022年2月發動全面入侵。
美国財政部外國資產控制辦公室宣布，对2家中國實體和1家俄羅斯公司以及1名俄羅斯公民實施制裁，涉嫌參與生產用於攻擊烏克蘭的俄羅斯「Garpiya」無人機。
挪威外交部表示，作為廣泛援助計劃的一部分，挪威已將對烏克蘭能源部門的總支援增加到約2.742億美元，用於在冬季前為烏克蘭的能源基礎設施作準備。荷蘭表示，已從捷克為烏克蘭訂購6門自走式DITA榴彈炮，並將向烏克蘭發送數量不明的152毫米炮彈。德國表示，已向烏克蘭交付新一批的軍事裝備，包括八8輛豹1A5主戰坦克、20輛馬爾德步兵戰車、1套IRIS-T SLM空中防禦系統、1套IRIS-T SLS空中防禦系統和數以萬計的炮彈及其他彈藥等。

## 10月18日
烏克蘭空軍表示，俄羅斯在午夜至凌晨期間，對烏克蘭發動大規模無人機和導彈襲擊，俄軍從庫爾斯克、奧廖爾和普里莫爾斯科-阿赫塔爾斯克發射135架無人機，防空系統在敖德薩、蘇梅、切爾卡瑟、基輔、日托米爾、基洛沃拉德、切爾尼戈夫、波爾塔瓦、赫梅利尼茨基、羅夫諾、哈爾科夫、赫爾松、沃林和文尼察等地區擊落80架無人機。另有44架無人機因電子戰措施，未能擊中目標，2架無人機飛向白俄羅斯。
烏克蘭武裝部隊總參謀部表示，自全面入侵以來，俄羅斯在烏克蘭損失675,800名士兵，過去一天俄軍有1,530人傷亡，累計損失9,027輛戰車、18,053輛裝甲戰鬥車輛、26,908輛車輛和油箱、19,533門火砲系統、1,232套多管火箭系統、978套防空系統、369架飛機、329架直升機、17,152架無人機、2,620枚巡弋飛彈、28艘船隻和1艘潛艦等。烏克蘭國防部情報總局表示，烏克蘭軍隊已經重奪哈爾科夫州克魯格利亞基夫卡，清除村內俄軍士兵。
俄羅斯國防部表示，過去一周使用精密武器和無人機對烏克蘭軍工企業及其能源基地進行36次打擊，烏軍在前線地區的戰鬥中損失近15,500名士兵，俄軍擊落374架烏克蘭無人機、2枚海王星導彈和29枚美製海馬斯多管火箭炮彈。48名烏克蘭軍人在交戰線上投降，自特別軍事行動開始以來，俄軍共摧毀烏軍646架戰機、283架直升機、33,793輛無人機、582個防空導彈系統、18,735輛坦克和其他裝甲戰車、1,476套多管火箭發射器、16,363門野戰炮和迫擊炮以及27,392輛特種軍用機動車。
羅馬尼亞國防部表示，1架不明飛行物體接近該國領空，派遣戰機監察，在烏克蘭邊境以南約200公里的阿姆扎塞亞鎮附近失去雷達蹤跡。非政府組織「白俄羅斯哈瓊監測小組」表示，2架無人機飛向白俄羅斯邊境，白俄羅斯軍隊派遣戰機監察。
烏克蘭總統澤連斯基表示，在阿拉伯聯合大公國協助斡旋下，與俄羅斯進行第58次交換戰俘，95名烏克蘭士兵返回烏克蘭，當中包括34名負責保衛馬里烏波爾和亞速鋼鐵廠的亞速營成員以及來自頓涅茨克、盧甘斯克、哈爾科夫、基輔、切爾尼戈夫和赫爾松州的士兵，烏克蘭人權活動家兼軍人馬克西姆·布特克維奇亦是其中之一。
烏克蘭武裝部隊總司令瑟爾斯基表示，與烏克蘭武裝部隊高層會面討論研究新型武器，指出烏克蘭是研發攔截無人機的領導者，目前正研發攔截無人機取代防空導彈，以應對俄羅斯的襲擊。
烏克蘭戰略通訊和資訊保安中心公布片段顯示，一批身穿軍服的北韓士兵在俄羅斯謝爾蓋夫斯基軍營領取裝備，準備加入俄羅斯對烏克蘭的戰爭。
烏克蘭戰俘待遇協調總部表示，在烏克蘭國家安全局、內政部、國家緊急服務局和武裝部隊以及國際紅十字會的協助下，成功設法從盧甘斯克、頓涅茨克和扎波羅熱地區等，尋回501名在與俄羅斯作戰中陣亡的烏克蘭士兵遺骸。
波蘭總理圖斯克表示，波蘭對支持烏克蘭加入北約的立場沒有改變，將繼續在有關問題上聲援烏克蘭，但歐盟領導人對烏克蘭提出的「勝利計劃」缺乏共識，現時很難評論計劃能否實現，因為在很大程度取決於美國總統選舉的結果。
韓國總統辦公室表示，北韓軍隊被派往俄羅斯協助其在烏克蘭的戰爭，對國際社會構成嚴重安全威脅，韓國國家情報局相信北韓將部署2個旅，共計1萬2千名士兵參加烏克蘭戰爭，包括特種部隊。
丹麥國防部表示，將向烏克蘭提供3.5億美元軍事援助，包括庫存武器、與德國一同為防空系統提供資金，以及對英國領導的烏克蘭國際基金的捐款。

## 10月19日

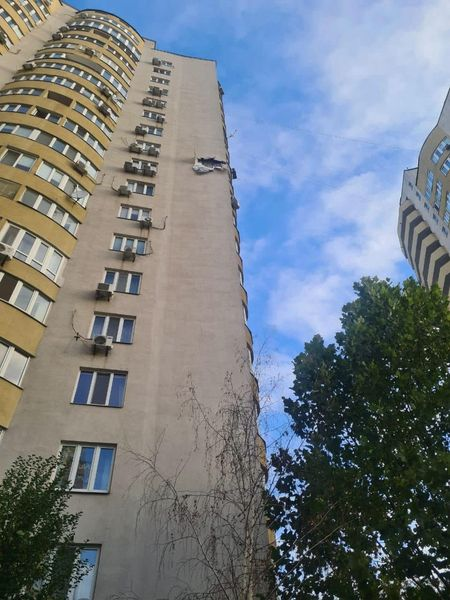
俄軍襲擊基輔市後

烏克蘭地方政府表示，截至19日上午9時，俄羅斯在過去24小時內襲擊蘇梅、切爾尼戈夫、赫爾松、哈爾科夫、切爾卡瑟、敖德薩、基輔、頓涅茨克、第尼伯彼得羅夫斯克、盧甘斯克、尼古拉耶夫、扎波羅熱州等地，至少造成4名平民死亡，20名平民受傷。烏克蘭空軍表示，俄羅斯在午夜至凌晨期間，對烏克蘭發動大規模無人機和導彈襲擊，俄軍從庫爾斯克、耶伊斯克和普里莫爾斯科-阿赫塔爾斯克發射98架無人機，從黑海發射6枚Kh-59/69導彈，防空系統在敖德薩、蘇梅、切爾卡瑟、基輔、基洛沃格勒、切爾尼戈夫、波爾塔瓦、尼古拉耶夫、赫爾松等地區擊落42架無人機和4枚Kh-59/69導彈。另有46架無人機因電子戰措施，未能擊中目標。扎波羅熱州州長表示，俄軍使用高爆炸彈對扎波羅熱市發動3次空襲，至少造成10名平民受傷，包括3名兒童。烏克蘭蘇梅州紹斯特卡市市長表示，俄軍夜間使用制導炸彈和無人機襲擊紹斯特卡市，至少造成1名平民死亡，11名平民受傷，多家學校和醫療機構以及28棟公寓樓受損。
烏克蘭武裝部隊總參謀部表示，自全面入侵以來，俄羅斯在烏克蘭損失677,180名士兵，過去一天俄軍有1,380人傷亡，累計損失9,035輛戰車、18,072輛裝甲戰鬥車輛、26,946輛車輛和油箱、19,548門火砲系統、1,232套多管火箭系統、978套防空系統、369架飛機、329架直升機、17,230架無人機、2,623枚巡弋飛彈、28艘船隻和1艘潛艦等。
俄羅斯和烏克蘭傳媒報道，午夜至凌晨期間烏克蘭無人機襲擊俄羅斯布良斯克市的俄羅斯最大微電子工廠「Kremniy El」，工廠生產廣泛用於俄羅斯國防生產的元件，包括鎧甲-S1防空導彈和伊斯坎德爾彈道導彈。
羅馬尼亞國防部表示，俄軍夜間襲擊烏克蘭期間，羅馬尼亞雷達系統在黑海附近檢測到一個身份不明的飛行物，派出2架F-16戰機升空監察，目標在戰機尋獲前從雷達上消失，是一星期內第二次。
烏克蘭總統澤連斯基會面到訪烏克蘭基輔的法國外交部長巴羅。澤連斯基向法國表示感謝，表示對「勝利計劃」的支援可以使真正的外交和公正的和平更加接近。巴羅則警告俄羅斯戰勝烏克蘭將為國際體系帶來混亂，重新對烏克蘭的大力支援，亦支援烏克蘭提出的「勝利計劃」。
烏克蘭國會人權監察員魯賓內茲援引總檢察長辦公室資料表示，自2022年以來俄軍至少處決102名烏克蘭戰俘，由於沒有處決影片等證據支援，數量可能更高，亦很難記錄俄羅斯的戰爭罪行。
烏克蘭國防部情報總局表示，俄羅斯武裝部隊第273情報中心少校德米特里·佩爾武哈在俄佔盧甘斯克市中心一場汽車爆炸中死亡。情報總局指控佩爾武哈參與針對烏克蘭的戰爭罪，形容是戰犯，並表示每項針對烏克蘭的罪行都將受到公正的懲罰，但沒有承認發動襲擊。
七國集團成員國國防部長在意大利舉行會議，會後發表聯合聲明，重申將繼續支援烏克蘭走上歐洲-大西洋全面一體化的不可逆轉道路，包括加入北約，承諾繼續向烏克蘭提供短期和長期的軍事援助，並強調對烏軍的培訓和教育支援的重要性，表明歡迎北約和歐盟在烏克蘭安全援助和培訓計劃以及歐盟軍事援助團作出的努力。重申確認實現烏克蘭全面、公正和持久和平的目標，尊重國際法規定的烏克蘭主權和領土完整。

## 10月20日
烏克蘭第聶伯羅彼得羅夫斯克州州長表示，俄軍午夜至凌晨期間，2次對克里維里赫市發射彈道導彈，15棟建築、3棟教育機構、3棟行政大樓、7家企業、1家酒店、3輛消防車和20輛汽車受損，至少造成17名平民受傷。烏克蘭哈爾科夫州國家警察表示，晚上10時左右俄軍使用KAB-250制導空中炸彈襲擊哈爾科夫市3個地區，至少造成13名平民受傷。
烏克蘭武裝部隊總參謀部表示，自全面入侵以來，俄羅斯在烏克蘭損失678,520名士兵，過去一天俄軍有1,340人傷亡，累計損失9,047輛戰車、18,111輛裝甲戰鬥車輛、26,987輛車輛和油箱、19,565門火砲系統、1,232套多管火箭系統、978套防空系統、369架飛機、329架直升機、17,287架無人機、2,624枚巡弋飛彈、28艘船隻和1艘潛艦等。 烏克蘭第46空中機動旅表示，擊退俄軍在頓涅茨克州庫拉霍夫區的襲擊，並發布交戰錄影，表示俄軍試圖突破烏軍防線，佔領馬克西米利亞尼夫卡為進一步向庫拉霍夫推進創造條件。
俄羅斯國防部表示，防空系統在過去一夜一共攔截110架烏克蘭無人機，其中在庫斯克州攔截43架、布良斯克州6架、別爾哥羅德州7架、莫斯科州1架、利佩茨克州27架、奧廖爾州18架和下諾夫哥羅德州8架。
非政府組織「白俄羅斯哈瓊監測小組」表示，白俄羅斯空軍在戈梅利州上空擊落一架從烏克蘭進入白俄領空的俄羅斯無人機。
烏克蘭傳媒「基輔獨立報」引述烏克蘭國家安全局消息報道，安全局與國防部情報總局和特種部隊的合作下，使用無人機襲擊俄羅斯最大爆炸物工廠，位於下諾夫哥羅德地區捷爾任斯克市的大型國有斯維爾德洛夫工廠，該工廠生產炮彈、航空炸彈和彈頭，幫助俄羅斯繼續對烏克蘭發動戰爭。另外亦襲擊利佩茨克地區的利佩茨克-2號機場，目標是彈藥庫、燃料儲存設施和位於機場的蘇-34、蘇-35和米格-31戰機。
烏克蘭總統澤連斯基表示，自2024年初以來，俄軍共發射6,130架無人機，需要令俄羅斯在生產這些武器上承受更大的壓力，烏克蘭不僅需要摧毀無人機的儲存基地，更需要摧毀其生產和物流的整個基礎設施能力。

## 10月21日
烏克蘭地方政府表示，截至21日上午9時，俄羅斯在過去24小時內襲擊蘇梅、切爾尼戈夫、赫爾松、哈爾科夫、頓涅茨克、第尼伯彼得羅夫斯克、扎波羅熱、基輔、切爾卡瑟、赫梅利尼茨基、盧甘斯克、尼古拉耶夫、敖德薩、文尼察、切爾尼戈夫、波爾塔瓦和基洛沃拉德州等地，至少造成5名平民死亡，38名平民受傷。烏克蘭空軍表示，俄羅斯在午夜至凌晨期間，對烏克蘭發動大規模無人機和導彈襲擊，俄軍從庫爾斯克、奧廖爾和普里莫爾斯科-阿赫塔爾斯克發射116架無人機，從黑海發射1枚Kh-35導引空中導彈和1枚Kh-31P導引空中導彈，從俄佔克里米亞地區發射1枚伊斯坎德爾-M/KN-23彈道導彈，防空系統在敖德薩、尼古拉耶夫、赫爾松、文尼察、赫梅利尼茨基、日托米爾、基輔、蘇梅、基洛沃拉德、切爾卡瑟、切爾尼戈夫和波爾塔瓦等地區擊落59架無人機。另有45架無人機因電子戰措施，未能擊中目標，烏克蘭民用基礎設施遭受多起襲擊。扎波羅熱州長表示，上午俄軍襲擊扎波羅熱市，至少造成3名平民死亡，16名平民受傷。頓涅茨克州當局表示，俄軍襲擊頓涅茨克州波克羅夫斯克區的庫拉霍韋和米爾諾赫拉德鎮，至少造成3名平民死亡，2名平民受傷。
烏克蘭武裝部隊總參謀部表示，自全面入侵以來，俄羅斯在烏克蘭損失680,230名士兵，過去一天俄軍有1,710人傷亡，累計損失9,071輛戰車、18,175輛裝甲戰鬥車輛、27,034輛車輛和油箱、19,589門火砲系統、1,232套多管火箭系統、979套防空系統、369架飛機、329架直升機、17,333架無人機、2,624枚巡弋飛彈、28艘船隻和1艘潛艦等。 總參謀部表示，烏軍無人部隊與其他軍事單位於午夜至凌晨期間之間，摧毀距離前線約60公里俄羅斯Buk-M3防空系統。烏克蘭國民警衛隊表示，俄軍正試圖使用大量步兵衝進頓涅茨克州波克羅夫斯克以南18公里的塞利多韋，烏軍在過去一天中擊退俄軍在波克羅夫斯克地區的17次襲擊企圖。
俄羅斯國防部表示，在過去24小時防空部隊擊落3枚美製海馬斯多管火箭炮彈和52架無人機。
俄羅斯國防部表示，烏克蘭軍隊在過去一晝夜內，在前線各地區內損失1,700名軍人。俄軍航空兵、無人機、導彈部隊和炮兵摧毀127個有生力量和烏軍裝備聚集區。自特別軍事行動開始以來，俄軍總共摧毀烏軍646架戰機、283架直升機、34,018輛無人機、582套防空導彈系統、18,743輛坦克和其他裝甲戰車、1,478架多管火箭發射器、16,480門野戰炮和迫擊炮以及27,443輛特種軍用機動車。俄佔扎波羅熱地區官員表示，由於烏克蘭海軍無人艇的襲擊，俄羅斯重新部署黑海艦隊的船隻。
烏克蘭總統澤連斯基會見到訪的美國國防部長奧斯汀，討論烏克蘭的武器需求，以及美國如何在明年繼續支援烏克蘭軍隊。奧斯汀承諾提供4億美元軍事援助計劃，提供額外的彈藥、裝甲車和反坦克武器。澤連斯基則在晚間講話中表示，美國將向烏克蘭提供8億美元的軍事援助，旨在資助無人機生產，以加強國防能力。烏克蘭國防部長烏梅羅夫亦與美國國防部長奧斯汀會面並舉行聯合記者會時表示，自2022年俄羅斯全面入侵以來，美國政府已向烏克蘭提供價值超過640億美元的軍事援助。
烏克蘭總統澤連斯基表示，北韓支援俄羅斯在烏克蘭的戰爭，目的是換取經濟利益，形容北韓非常貧窮，因此將派到前線，相信北韓軍隊在為俄羅斯作戰時將努力有效運作，目前已經在俄佔烏克蘭地區發現北韓軍官和技術人員。又指出大多數北約國家已就邀請烏克蘭加入北約達成共識，邀請將包括烏克蘭國際公認的邊界內的領土，但包括德國在內的國家，仍然擔憂俄羅斯的行動，對烏克蘭加入北約持懷疑態度。澤連斯基否認關於解僱烏克蘭國防部情報總局局長布達諾夫和國防部長烏梅羅夫的傳言。
烏克蘭國會人權監察員魯賓內茲表示，俄羅斯士兵在頓涅茨克州塞利多韋附近俘虜兩名烏克蘭士兵，其後迫使兩名士兵臉朝下趴在地上，然後從後開槍處決兩人。
烏克蘭國防部情報總局發布照片表示，參加俄羅斯對烏克蘭全面戰爭的俄羅斯空軍第52重型轟炸機團飛行員德米特里·戈倫科夫於20日在布良斯克州蘇佩內沃鎮被發現死亡。情報總局指控戈倫科夫參與對烏克蘭平民目標的導彈襲擊，包括2022年6月波爾塔瓦州克雷門丘克導彈襲擊。
俄羅斯克里姆林宮發言人佩斯科夫表示，最近關於北韓派遣軍隊援助俄羅斯對烏克蘭的戰爭的報道看到不少相互矛盾的資訊，如南韓聲稱掌握證據，但美國五角大樓表示無法確認。佩斯科夫表明北韓是近鄰和合作夥伴，正在許多領域發展關係，這是俄羅斯的主權權利，但沒有證實或否認北韓派遣軍隊援助俄羅斯的說法。
俄羅斯莫斯科巴斯曼尼地區法院缺席宣判，烏克蘭電影製片人亞歷山大·羅德尼亞斯基涉嫌傳播有關俄羅斯軍隊的虛假資訊，被判處監禁8年半。
北約秘書長魯特與南韓總統尹錫悅會談後表示，北韓軍隊參與俄羅斯對烏克蘭的全面戰爭將是一個重大升級。
波蘭外交部副部長巴托謝夫斯基表示，烏克蘭總統澤連斯基提出「勝利計劃」，包括5個要點和3個機密附錄，波蘭不是收到計劃全部細節的國家之一，強調波蘭亦向烏克蘭提供重大軍事支援，正尋求獲取機密附錄。
南韓外交部傳召俄羅斯駐南韓大使季諾維也夫，就北韓派兵援助俄羅斯一事，嚴正表明南韓立場，要求北韓立即撤兵，並終止所有與俄羅斯的相關合作。指出俄羅斯與北韓之間密切的軍事合作已經超出運輸軍事物資，進展到實質援兵的程度，對南韓及國際社會造成嚴重安保威脅，也違反多項聯合國安理會決議與聯合國憲章。南韓政府強烈譴責俄羅斯與北韓的非法軍事合作，強調會與國際社會合作，採取一切可能手段應對任何威脅南韓核心安保利益的行為。
烏克蘭傳媒「基輔獨立報」引述烏克蘭國防部情報總局消息報道，俄羅斯當局拘留18名在15日被指從俄羅斯庫爾斯克州叛逃的北韓士兵。大約40名北韓士兵抵達俄羅斯，與俄羅斯交流技能，結束後其中18名北韓士兵被留在庫爾斯克州森林裡，幾天來沒有食物和指示，導致在14日放棄留在原來位置，試圖尋找俄軍指揮部。
國際原子能機構表示，曾在2014年俄羅斯佔領克里米亞後，與2間機構簽署協議，資助在克里米亞進行國家科學研究，表明有關研究只是純技術性質，機構繼續承認克里米亞是烏克蘭的一部分，其中一個簽署協議的機構，位於莫斯科州的國際研究中心聯合核研究所，不是俄羅斯組織，而是位於俄羅斯的國際政府間科學研究組織。烏克蘭常駐維也納國際組織代表處則表示，烏克蘭政府沒有批准國際原子能機構在克里米亞的研究專案。

## 10月22日
烏克蘭地方政府表示，截至22日上午9時，俄羅斯在過去24小時內襲擊蘇梅、切爾尼戈夫、赫爾松、哈爾科夫、頓涅茨克、第尼伯彼得羅夫斯克、扎波羅熱、盧甘斯克、尼古拉耶夫州等地，至少造成10名平民死亡，42名平民受傷。烏克蘭空軍表示，俄羅斯在午夜至凌晨期間，對烏克蘭發動無人機襲擊，俄軍從庫爾斯克、耶伊斯克和普里莫爾斯科-阿赫塔爾斯克發射60架無人機，防空系統在蘇梅、第聶伯羅彼得羅夫斯克、切爾卡瑟、頓內茨克、扎波羅熱、基輔、赫爾松和哈爾科夫等地區擊落42架無人機。另有10架無人機因電子戰措施，未能擊中目標，1架無人機飛往白俄羅斯，3架無人機返回俄羅斯。
烏克蘭武裝部隊總參謀部表示，自全面入侵以來，俄羅斯在烏克蘭損失681,580名士兵，過去一天俄軍有1,350人傷亡，累計損失9,079輛戰車、18,199輛裝甲戰鬥車輛、27,111輛車輛和油箱、19,623門火砲系統、1,234套多管火箭系統、981套防空系統、369架飛機、329架直升機、17,404架無人機、2,625枚巡弋飛彈、28艘船隻和1艘潛艦等。
俄羅斯國防部表示，在過去24小時防空部隊擊落1枚法製鐵錘制導炸彈，4枚美製海馬斯多管火箭炮彈和77架無人機。俄羅斯坦波夫州州長表示，1架烏克蘭無人機擊中拉斯卡佐沃鎮的比奧希姆釀酒廠，引發大火。圖拉州州長表示，位於葉夫列莫夫和盧日科夫斯基定居點的2家釀酒廠遭到襲擊。沃羅涅日州州長表示，無人機襲擊一家工業企業，導致輕微火災。
俄羅斯國防部表示，西部集團軍部隊已經佔領頓涅茨克地區諾沃薩多沃。烏克蘭軍隊在過去一晝夜內，在前線各地區內損失2,040名軍人。俄軍航空兵、無人機、導彈部隊和炮兵摧毀127個有生力量和烏軍裝備聚集區。自特別軍事行動開始以來，俄軍總共摧毀烏軍646架戰機、283架直升機、34,095輛無人機、583套防空導彈系統、18,753輛坦克和其他裝甲戰車、1,478架多管火箭發射器、16,530門野戰炮和迫擊炮以及27,468輛特種軍用機動車。
烏克蘭總統澤連斯基主持國家安全和國防委員會會議，討論有檢察官非法獲得殘疾身份逃避兵役，並揭露不少「可恥」的虐待事實。會後烏克蘭檢察總長科斯廷提交辭職信，感謝烏克蘭總統和烏克蘭國會的信任，支援總統澤連斯基的立場，即所有罪犯都要為個人行為負責，所有關於殘疾狀況、養老金和其他福利的非法決定都應被推翻。烏克蘭國家安全局局長馬柳克表示，安全局揭露醫療檢查委員會的腐敗計劃，導致4,106份假殘疾身份證明被取消，醫療檢查委員會64名官員被指控犯罪，另有9名嫌疑人已被定罪。另外，澤連斯基簽署法案，決定在12月31日之前解散醫療檢查委員會，以評估殘疾的嚴重程度，並成立工作小組，在三個月內驗證醫療檢查委員會發出的殘疾證書，如發現任何違規行為，將撤銷這些證書。
烏克蘭總統澤連斯基在夜間講話中敦促烏克蘭的盟友對北韓施加壓力，對北韓在俄羅斯全面戰爭中日益升級的軍事支援做出具體反應，並援引軍事情報報告表示，目前2個各可容納6千人北韓軍隊旅，正在俄羅斯接受訓練。
金磚組織峰會在俄羅斯喀山舉行，中共中央總書記兼中國國家主席習近平、印度總理莫迪和土耳其總統埃爾多安等二十多位國家元首或政府首腦將出席會議。俄羅斯總統普京與中共中央總書記兼中國國家主席習近平會面，俄羅斯克里姆林宮表示，兩人就烏克蘭及國際形勢交換意見。
烏克蘭國防部情報總局局長布達諾夫表示，派往俄羅斯的北韓軍事人員包括5百名軍官和3名將軍，另有一支由2千6百名士兵組成的特遣隊將抵達庫爾斯克州，協助俄軍擊退在當地的烏軍，其餘北韓士兵正在俄羅斯遠東的哈巴羅夫斯克邊疆區接受訓練。北韓亦向俄羅斯提供280萬枚炮彈和數量不詳的彈道導彈，以換取俄羅斯協助規避制裁以及俄羅斯在核能力方面的支援，包括小型戰術核武器和潛射導彈發射系統。
烏克蘭外交部批評聯合國秘書長古特雷斯拒絕參加烏克蘭在瑞士舉行的第一屆全球和平峰會的邀請，卻接受俄羅斯總統普京邀請前往喀山出席金磚峰會，形容是一個錯誤的選擇，沒有推進和平事業，只會損害聯合國的聲譽。
英國財政大臣李韻晴表示，英國將向烏克蘭提供29億美元貸款，並將由凍結的俄羅斯資產利潤償還。英國政府表示，將向海上能力聯盟額外提供1.55億美元，以支援烏克蘭海軍，回應俄羅斯加強對敖德薩州南部港口基礎設施的攻擊，導致民用船隻受損和人員傷亡。
聯合國人口基金東歐暨中亞地區主任包爾表示：整體而言，自2014年以來烏克蘭人口估計減少1千萬。自2022年俄羅斯全面入侵烏克蘭以來，烏克蘭人口估計已減少8百萬，難民人數激增至670萬，並指出目前烏克蘭的出生率是歐洲最低。
北韓常駐聯合國代表團成員在美國紐約出席聯合國委員會會議時表示，南韓政府近日發佈朝方派兵援助俄羅斯的消息是毫無根據的謠言，平壤和莫斯科之間的關係合法、友好和合作，所謂與俄羅斯的軍事合作，認為沒有必要對旨在抹黑北韓形象的謠言發表評論。
南韓國家官方通訊社「韓聯社」援引不具名政府訊息人士報道，南韓正在考慮向烏克蘭派遣一支人員小組，以監測為支援俄羅斯而派遣的北韓特種部隊的戰術和戰鬥能力。南韓傳媒「TV朝鮮」援引不具名政府訊息人士報道，北韓向俄羅斯可操作蘇式戰機的飛行員到俄羅斯符拉迪沃斯託克接受培訓。

## 10月23日
烏克蘭地方政府表示，截至23日上午9時，俄羅斯在過去24小時內襲擊赫爾松、哈爾科夫、頓涅茨克、第尼伯彼得羅夫斯克、切爾卡瑟、基輔、盧甘斯克、敖德薩、文尼察、赫梅利尼茨基、捷爾諾波爾、基洛夫格勒、波爾塔瓦、切爾尼戈夫、扎波羅熱和尼古拉耶夫州等地，至少造成5名平民死亡，14名平民受傷。
烏克蘭武裝部隊總參謀部表示，自全面入侵以來，俄羅斯在烏克蘭損失683,040名士兵，過去一天俄軍有1,460人傷亡，累計損失9,088輛戰車、18,299輛裝甲戰鬥車輛、27,217輛車輛和油箱、19,674門火砲系統、1,234套多管火箭系統、981套防空系統、369架飛機、329架直升機、17,489架無人機、2,625枚巡弋飛彈、28艘船隻和1艘潛艦等。烏克蘭國民警衛隊發言人表示，過去一天在頓涅茨克州塞利多韋鎮附近擊退俄軍13次襲擊，至少造成約307名俄軍士兵傷亡。烏克蘭第24機械化旅發言人表示，俄軍試圖突破防線，但無法在頓涅茨克州恰西夫亞爾市的烏克蘭防線站穩腳跟。烏克蘭盧甘斯克作戰戰術組織發言人表示，烏克蘭設法穩定頓涅茨克州託列茨克的局勢，但俄軍繼續將其部隊集中在該鎮東部。
俄羅斯國防部表示，在過去24小時防空部隊擊落14枚美製海馬斯多管火箭炮彈和78架無人機。
俄羅斯國防部表示，南部集團軍部隊已經佔領頓涅茨克地區謝列布良卡村，中部集團軍部隊已經佔領頓涅茨克地區尼古拉耶夫卡村。烏克蘭軍隊在過去一晝夜內，在前線各地區內損失2,065名軍人。俄軍航空兵、無人機、導彈部隊和炮兵摧毀141個有生力量和烏軍裝備聚集區。自特別軍事行動開始以來，俄軍總共摧毀烏軍646架戰機、283架直升機、34,173輛無人機、583套防空導彈系統、18,769輛坦克和其他裝甲戰車、1,478架多管火箭發射器、16,607門野戰炮和迫擊炮以及27,497輛特種軍用機動車。
烏克蘭總理什梅米爾表示，在成功完成第五次方案修訂後，烏克蘭已從國際貨幣基金組織收到近11億美元的資金：將用於支付重要的非軍事預算支出。
烏克蘭國防部情報總局「我想活下去」專案發布影片，以韓語向北韓士兵表示，投降後烏克蘭會為你提供住所、食物和溫暖，不能在異國他鄉無意義地死去，絕不能重複數十萬俄羅斯士兵的命運，他們永遠不會回家。
烏克蘭國家安全局表示，執法人員拘留2名受俄羅斯情報部門指使在基輔市準備恐怖襲擊的烏克蘭人，嫌疑人計劃在一個擁擠的地方引爆簡易爆炸物，以造成大量平民死亡並引發恐慌。
英國皇家空軍表示，另一組烏克蘭軍事人員在英國完成F-16戰機的初級飛行訓練，使英國培訓的烏克蘭飛行員達到200名。
美國國防部長奧斯汀表示，有證據表明，北韓軍隊在俄羅斯，正在整理和研究其目的。美國國家安全通訊顧問柯比表示，10月初至中旬，至少有3千名北韓士兵乘船前往俄羅斯港口符拉迪沃斯託克，並正在幾個地點訓練，形容行動非常嚴重，並警告如果這些部隊在烏克蘭作戰，將成為合法目標。
烏克蘭外交部副部長佩雷貝尼斯表示，已收到歐盟的通知，除非預計的腐敗改革在本月底前完成，否則歐盟烏克蘭融資機制的下批出的43億美元援助可能會推遲到明年。
新聞通訊社「路透社」引述南韓情報部門消息報道，近3千名北韓士兵被派去支援俄羅斯在烏克蘭的戰爭，預計仍有數千名士兵候命。
法國傳媒「論壇報」援引訊息人士報道，法國將於2025年第一季度向烏克蘭交付首三架幻影2000-5戰機，交付時間考慮到培訓飛行員和機械師以及準備戰機所需的時間，戰機將配備地面打擊能力，即暴風影遠端導彈和鐵錘制導炸彈。
美國宣布七国集团将向乌克兰提供500亿美元贷款，由被冻结的俄罗斯资产作为担保。

## 10月24日
烏克蘭地方政府表示，截至24日上午9時，俄羅斯在過去24小時內襲擊赫爾松、哈爾科夫、頓涅茨克、第尼伯彼得羅夫斯克、盧甘斯克、切爾尼戈夫、扎波羅熱和尼古拉耶夫州等地，至少造成5名平民死亡，19名平民受傷。哈爾科夫州州長表示，俄軍對庫皮揚斯克鎮發動空襲，至少造成1名平民死亡，11名平民受傷。
烏克蘭武裝部隊總參謀部表示，自全面入侵以來，俄羅斯在烏克蘭損失684,280名士兵，過去一天俄軍有1,240人傷亡，累計損失9,090輛戰車、18,254輛裝甲戰鬥車輛、27,286輛車輛和油箱、19,719門火砲系統、1,236套多管火箭系統、981套防空系統、369架飛機、329架直升機、17,597架無人機、2,625枚巡弋飛彈、28艘船隻和1艘潛艦等。烏克蘭國防部情報總局表示，首批與俄軍一同參與作戰的北韓士兵已被部署到庫爾斯克地區的前線。烏克蘭國民警衛隊發言人表示，俄軍正試圖在奧斯基爾河附近建立過河點，並向哈爾科夫州庫皮揚斯克市推進。
俄羅斯國防部表示，在過去24小時防空部隊擊落6枚美製海馬斯多管火箭炮彈和77架無人機。
俄羅斯國防部表示，烏克蘭軍隊在過去一晝夜內，在前線各地區內損失2,000名軍人。 俄軍航空兵、無人機、導彈部隊和炮兵摧毀139個有生力量和烏軍裝備聚集區。自特別軍事行動開始以來，俄軍總共摧毀烏軍646架戰機、283架直升機、34,250輛無人機、584套防空導彈系統、18,785輛坦克和其他裝甲戰車、1,478架多管火箭發射器、16,657門野戰炮和迫擊炮以及27,535輛特種軍用機動車。
烏克蘭總統澤連斯基表示，烏克蘭正在制定一項內部計劃，以加強烏克蘭經濟、軍事、資訊和其他領域，內部計劃將與「勝利計劃一起」確保烏克蘭對今年和明年的所有挑戰有正確的答案。
烏克蘭總檢察長辦公室表示，4名烏克蘭國民警衛隊成員6日在頓涅茨克州塞利多夫鎮附近被俘，7日烏軍奪回陣地後發現其屍體，辦公室已經對事件展開審前調查。烏克蘭國會人權監察員魯比涅茨會面卡達外交部官員後表示，在卡達的協調下，烏克蘭收到一份失蹤士兵名單，並收到烏克蘭戰俘給家人的信，並討論加快烏克蘭和俄羅斯之間戰俘交換程序的可能性。
烏克蘭武裝部隊總參謀部表示，烏軍、議員和專家正討論為烏克蘭武裝部隊建立新單獨分支，專門負責網路空間行動，有助提高烏軍能力，確保有效規劃和實施網路空間的全方位任務，任務範圍將包括陸地、海洋、空中和太空。
金磚峰會在俄羅斯喀山會展中心舉行，發表「金磚國家領導人第十六次會晤喀山宣言」，宣言談及烏克蘭問題表示，讚賞旨在透過對話和外交手段和平解決衝突的相關調解和斡旋建議。
南韓總統尹錫悅表示，如果北韓向俄羅斯派遣特種部隊參與烏克蘭戰爭，南韓當局將逐步向烏克蘭提供支援，並考慮採取必要措施保障朝鮮半島的安全，南韓當局堅持不直接供應致命武器的原則，但將取決於北韓的軍事活動靈活審查這一點。
斯洛伐克總統佩萊格里尼到訪德國並與德國總理肖爾茨會面後表示，烏克蘭立即加入北約不現實，同意總理的觀點，即今天烏克蘭的加入問題不在桌面上，也不能擺在桌面上。德國總理肖爾茨在接受德國傳媒訪問時亦駁回烏克蘭要求立即邀請加入北約的呼籲，並表示一個處於戰爭中的國家絕對不能成為北約的成員。
乌克兰拉祖姆科夫中心社会学服务机构在乌克兰政府控制且未发生敌对行动的地区进行一项社会调查的结果显示，78.5%的乌克兰人支持完全断绝与俄罗斯的所有关系，直至乌克兰胜利和解除对领土的占领前完全禁止俄罗斯的公民入境。与此同时，78%的受访者认为白俄罗斯是对乌克兰战争的一方，其中68%的受访者表示支持完全断绝乌克兰和白俄罗斯之间的所有关系，并禁止白俄罗斯公民进入乌克兰（请求政治庇护的人除外）。在对于外国的态度问题方面，大多数受访者对以下国家持积极态度；拉脱维亚（87%）、立陶宛（87%）、德国（87%）、英国（86.5%）、法国（86%）、美国（84%）、加拿大（84%）、荷兰（84%）、捷克共和国（83%）、爱沙尼亚（82%）、波兰（78%）。摩尔多瓦（74%）、日本（72%）、斯洛伐克（68%）、罗马尼亚（65%）、格鲁吉亚（65%）、以色列（58%）、土耳其（55%）、亚美尼亚（52%）。另外，大多数受访者对以下国家持负面态度；俄罗斯（94%）、伊朗（85%）、白俄罗斯（84%）、朝鲜（76%）、中国（73%）、匈牙利（59.5%）。

## 10月25日

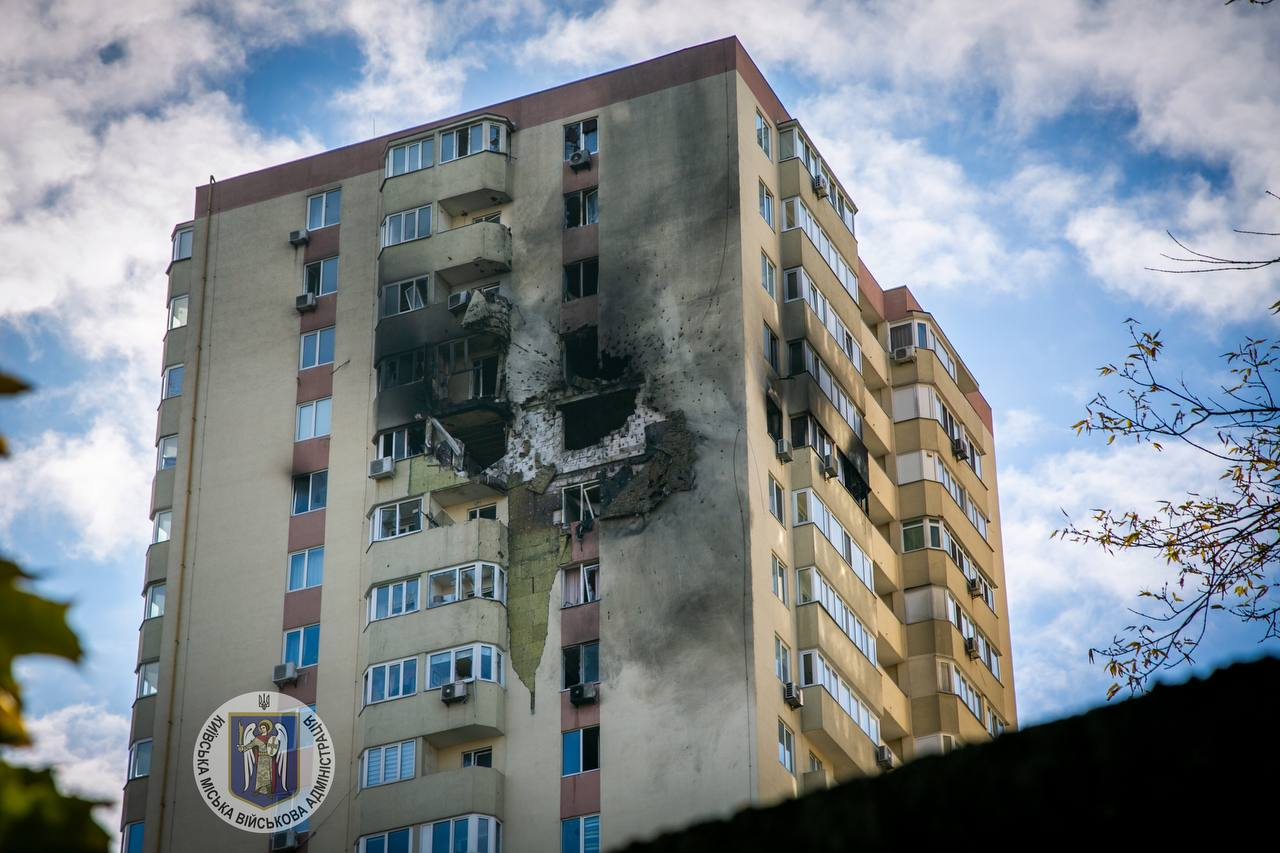
俄軍襲擊基輔市後

烏克蘭地方政府表示，截至25日上午9時，俄羅斯在過去24小時內襲擊赫爾松、哈爾科夫、頓涅茨克、基輔、第尼伯彼得羅夫斯克、盧甘斯克、切爾尼戈夫、扎波羅熱和尼古拉耶夫州等地，至少造成6名平民死亡，16名平民受傷。基輔市長表示，俄軍無人機擊中索洛米揚卡區1棟25層高住宅樓，至少造成1名15歲女童死亡，5名平民受傷。國家警察表示，晚上俄軍導彈襲擊第聶伯羅市的住宅樓和梅奇尼科夫醫院，至少造成5名平民死亡，21名平民受傷，包括1名兒童。
烏克蘭武裝部隊總參謀部表示，自全面入侵以來，俄羅斯在烏克蘭損失685,910名士兵，過去一天俄軍有1,630人傷亡，累計損失9,097輛戰車、18,287輛裝甲戰鬥車輛、27,365輛車輛和油箱、19,753門火砲系統、1,238套多管火箭系統、982套防空系統、369架飛機、329架直升機、17,670架無人機、2,625枚巡弋飛彈、28艘船隻和1艘潛艦等。總參謀部表示，烏軍午夜至凌晨之間摧毀一套俄軍Buk-M2防空系統的雷達制導裝置，並在俄佔盧甘斯克地區襲擊一套Buk-M3系統。總司令瑟爾斯基表示，自烏克蘭在庫爾斯克發動行動的第一天以來，俄軍在庫爾斯克地區共有6,662名俄羅斯士兵被殺，10,446人受傷，711人被俘，駁斥俄羅斯總統普京24日在俄羅斯喀山舉行的金磚峰會上表示，約有2千名烏軍在庫爾斯克地區被切斷的說法。
俄羅斯國防部表示，過去一周，俄羅斯空天軍航空兵擊落1架烏克蘭空軍米格-29戰機，防空系統摧毀3枚法製鐵錘航空制導炸彈、39枚美製海瑪斯多管火箭炮炮彈及521架無人機。自俄軍開展「特別軍事行動」以來已摧毀烏軍647架戰機、283架直升機、34,304架無人機、584套防空導彈系統、18,871輛坦克及其它裝甲戰車、1478門多管火箭發射系統、16,761門野戰火炮和迫擊炮以及27,598輛特種軍用車輛。過去一周，俄軍使用高精度武器和攻擊無人機進行42次集群打擊，擊中烏克蘭軍工企業的石油天然氣和能源設施、軍用機場基礎設施、攻擊無人機的生產車間和儲存庫。
烏克蘭總統澤連斯基在與武裝部隊總司令瑟爾斯基會面後表示，情報資料顯示，俄羅斯計劃在10月27至28日向戰區派遣第一批北韓士兵，形容是對戰事明顯升級的一步，與最近幾天從克里姆林宮聽到的虛假資訊形成鮮明對比。澤連斯基正式簽署法案，允許外國志願者出任軍隊軍官。
俄羅斯總統普京接受官方媒體採訪時表示，任何可能部署北韓軍隊來幫助俄羅斯對烏克蘭的戰爭都將是俄羅斯和北韓的主權決定，一旦有必要作出決定，就會這樣做。任何結束俄羅斯與烏克蘭戰爭的和平協議都必須對俄羅斯有利，不會作出任何讓步和交換。
烏克蘭國防部情報總局表示，俄羅斯計劃每30名北韓士兵分配1名翻譯，以便在戰場上更好與俄軍協調，並引用攔截的庫爾斯克地區軍人之間的對話，將朝鮮士兵稱為「K營」，除了1名翻譯外，每組30名北韓士兵將分配3名俄羅斯士兵。
北韓外務省表示，該國任何派遣軍隊支援俄羅斯參加烏克蘭戰爭的決定都將符合國際法，但目前沒有確認是否有這種部署。
七國集團領導人表示，就如何向烏克蘭提供約500億美元的特別收入加速貸款達成共識協議，將以俄羅斯外國資產收入作為抵押，為烏克蘭提供約500億美元的貸款，目標是在年底前開始發放資金。
荷蘭國防部長布雷克曼斯表示，荷蘭情報部門證實俄羅斯已經部署至少1500名北韓軍隊加入對烏克蘭的戰爭，預計部隊將主要部署在庫爾斯克，主要由北韓軍隊的特種部隊組成，此舉是明顯的升級，並表示西方必須提出適當的反應。
愛沙尼亞國防軍情報中心副司令凱塞爾曼中校表示，10月份俄軍傷亡人數可能達到4萬人左右，10月是俄羅斯損失最大的月份之一，俄軍繼續沿著整個前線推進，攻擊目前集中在頓涅茨克州波克羅夫斯克地區的澤萊內和庫拉霍夫周圍。
德國武器製造商「萊茵金屬」表示，將在2024年第三季度末向烏克蘭提供20輛貂鼠式步兵戰車，並由德國政府提供資金。

## 10月26日
烏克蘭武裝部隊總參謀部表示，自全面入侵以來，俄羅斯在烏克蘭損失687,600名士兵，過去一天俄軍有1,690人傷亡，累計損失9,109輛戰車、18,332輛裝甲戰鬥車輛、27,460輛車輛和油箱、19,782門火砲系統、1,240套多管火箭系統、984套防空系統、369架飛機、329架直升機、17,726架無人機、2,625枚巡弋飛彈、28艘船隻和1艘潛艦等。
俄羅斯國防部表示，烏克蘭軍隊在過去一晝夜內，在前線各地區內損失2,035名軍人。
烏克蘭總統澤連斯基表示，烏克蘭被迫與北韓軍隊在歐洲作戰，未來幾天北韓士兵將與俄軍在戰場上並肩作戰。
烏克蘭政府內閣表示，將會延長經濟戰略重要企業的員工兵役豁免期限，對豁免方式的研究將持續到11月15日，以評估哪些企業有資格獲得關鍵企業地位，反映政府努力平衡國家的國防需求與經濟穩定，研究原因是由於關鍵企業數量和保留員工數量異常增加，需加強國家的國防能力和防止濫用職權。

## 10月27日
烏克蘭地方政府表示，截至27日上午9時，俄羅斯在過去24小時內襲擊赫爾松、哈爾科夫、頓涅茨克、基輔、第尼伯彼得羅夫斯克、盧甘斯克、扎波羅熱、切爾卡瑟、切爾尼戈夫、敖德薩、基洛沃拉德、日托米爾、尼古拉耶夫和赫梅利尼茨基州等地，至少造成5名平民死亡，19名平民受傷。赫爾松州州長表示，俄軍全日對赫爾松州發動多次襲擊，至少造成5名平民死亡，4名平民受傷。哈爾科夫市長表示，晚上俄對哈爾科夫市發動多次空襲，至少造成21名平民受傷，包括5名兒童。
烏克蘭武裝部隊總參謀部表示，自全面入侵以來，俄羅斯在烏克蘭損失689,040名士兵，過去一天俄軍有1,440人傷亡，累計損失9,113輛戰車、18,355輛裝甲戰鬥車輛、27,560輛車輛和油箱、19,821門火砲系統、1,240套多管火箭系統、984套防空系統、369架飛機、329架直升機、17,799架無人機、2,625枚巡弋飛彈、28艘船隻和1艘潛艦等。烏克蘭南部軍隊發言人表示，烏軍繼續控制扎波羅熱州萊瓦德內附近的所有主導高地，並試圖恢復陣地，俄軍在該地區投入巨大努力，取得部分成功，但尚未完全控制該地區。
俄羅斯國防部表示，在過去一晚防空部隊擊落51架無人機。俄羅斯沃羅涅日州州長表示，防空部隊晚上在該地區上空攔截多架無人機，無人機碎片擊中沃羅涅日州兩個工業設施。
俄羅斯總統普京表示，希望西方聽到其警告，即深入俄羅斯領土進行遠程打擊將意味著北約與俄羅斯直接交戰。表明已要求俄羅斯國防部研究回應可能對俄羅斯進行的遠程打擊，並將提出各種方案。烏克蘭無法獨立使用遠程武器，只有北約國家的專家才能做到，因此問題不在於允許烏克蘭對俄羅斯使用有關武器，而是北約直接參與協助。
烏克蘭國防部情報總局表示，烏軍截獲的無線通訊顯示俄羅斯以民用貨車搭載北韓士兵前往前線，俄羅斯警方在邊境連接佛洛尼斯和庫爾斯克的公路上，截停一輛民用車牌的貨車，車上載有北韓軍事人員，但司機未能出示有效的作戰指令文件，由俄羅斯第810獨立海軍陸戰旅負責處理事件。
烏克蘭頓涅茨克地區檢察官辦公室表示，頓涅茨克州塞利多夫鎮有俄羅斯士兵向平民開火，至少造成2名平民死亡，1名平民受傷，目前俄軍正深入該定居點。烏克蘭國會人權監察完魯比涅茨表示，已就事件去信聯合國和國際紅十字會要求調查。
烏克蘭總統辦公室主任葉爾馬克表示，總統澤連斯基願意聽取來自中國、巴西、南非和其他國家的和平倡議，並最終將其納入烏克蘭的和平方案，烏克蘭將在11月初敲定其和平方案，屆時將開放納入其他倡議，認為提案將得到重大支援。此前澤連斯基曾抨擊巴西和中國起草的六點提案具有破壞性。
美國共和黨副總統候選人、參議員萬斯接受訪問期間拒絕稱呼俄羅斯總統普京為敵人，認為普京更像競爭對手，並呼籲與普京談判。同時質疑烏克蘭對美國戰略利益的重要性，認為烏克蘭不如其他地區重要，例如台灣是世界領先的半導體生產地區。
香港傳媒「南華早報」引述多名居住在南韓的脫北者消息報道，烏克蘭，南韓大使館提出請求，近200名前北韓士兵願意前往烏克蘭，計劃利用心理戰對抗被派往俄羅斯協助對烏克蘭作戰的北韓士兵，影響北韓士兵的士氣，激勵他們跨越邊界尋求自由。

## 10月28日
烏克蘭地方政府表示，截至28日上午9時，俄羅斯在過去24小時內襲擊赫爾松、哈爾科夫、頓涅茨克、第尼伯彼得羅夫斯克、盧甘斯克、扎波羅熱、切爾尼戈夫、尼古拉耶夫州等地，至少造成5名平民死亡，38名平民受傷。第聶伯羅彼得羅夫斯克州州長表示，俄軍晚上對克里維里赫發動導彈襲擊，損壞11棟公寓和多個民用基礎設施，至少造成24名平民死亡，14名平民受傷。哈爾科夫州州長表示，俄軍晚上使用FAB-500炸彈襲擊哈爾科夫市中心，至少造成9名平民受傷，位於當地被列入聯合國教科文組織世界遺產名錄或暫定名錄中，前蘇聯第一座現代摩天大樓「國家工業大樓」部分建築受損。
烏克蘭武裝部隊總參謀部表示，自全面入侵以來，俄羅斯在烏克蘭損失690,720名士兵，過去一天俄軍有1,680人傷亡，累計損失9,120輛戰車、18,395輛裝甲戰鬥車輛、27,660輛車輛和油箱、19,872門火砲系統、1,240套多管火箭系統、984套防空系統、369架飛機、329架直升機、17,867架無人機、2,625枚巡弋飛彈、28艘船隻和1艘潛艦等。烏克蘭軍隊錫韋爾斯克行動戰術小組發言人表示，根據情報資料顯示，俄羅斯指揮部正在將北韓軍隊部署到靠近庫爾斯克州前線地區，但目前烏軍尚未在庫爾斯克地區與北韓士兵作戰。
俄羅斯國防部表示，在過去24小時防空部隊擊落3枚法製鐵錘制導空中炸彈、2枚美製MGM-140陸軍戰術導彈、1枚美製海馬斯多管火箭炮彈和120架無人機。
俄羅斯國防部表示，中部集團軍部隊已經佔領頓涅茨克地區楚庫里諾村。烏克蘭軍隊在過去一晝夜內，在前線各地區內損失2,045名軍人。俄軍航空兵、無人機、導彈部隊和炮兵摧毀142個有生力量和烏軍裝備聚集區。自特別軍事行動開始以來，俄軍總共摧毀烏軍647架戰機、283架直升機、34,685輛無人機、584套防空導彈系統、18,894輛坦克和其他裝甲戰車、1,480架多管火箭發射器、16,887門野戰炮和迫擊炮以及27,694輛特種軍用機動車。
烏克蘭傳媒「基輔獨立報」引述烏克蘭國防部情報總局消息報道，情報總局和烏克蘭抵抗運動成功炸毀俄佔貝爾迪安斯克市一座鐵路橋，阻止俄軍透過鐵路向俄佔城市的部隊提供燃料、武器和彈藥。
烏克蘭總統澤連斯基到訪冰島，出席第4屆烏克蘭-北歐峰會，並會見北歐領導人，會談將討論支援烏克蘭的「勝利計劃」，以及資助烏克蘭武器生產和遠端能力、冬季能源和海上安全、限制俄羅斯影子艦隊、加強國防援助、為烏克蘭軍隊提供培訓和裝置等。澤連斯基在記者會上表示，美國共和黨總統候選人、前總統特朗普話很多，但從未聽說過他表示將削減對烏克蘭的援助，指出烏克蘭瞭解所有風險，包括美國政策可能發生變化，並正準備一項在內部加強國家的計劃儘管如此，仍然希望保持美國國會兩黨支援。
烏克蘭總統澤連斯基接受印度傳媒訪問時表示，從人口、經濟和影響力等角度來看，莫迪是一個龐大國家的總理，能夠在協調和平談判以結束正在進行的戰爭中發揮潛在作用，表明下屆和平峰會可能在印度舉行。俄羅斯在對烏克蘭的戰爭中損失65萬名士兵，部分士兵被自己人殺死，俄羅斯從不會在戰場上尋回士兵的屍體，只讓他們在地上腐爛，在烏克蘭東部俄軍正在利用人海戰術，將士兵扔進「絞肉機」。
北約秘書長呂特會見南韓國防和情報官員後表示，已經證實北韓向俄羅斯派遣軍隊，並且部署在庫爾斯克地區。
美國國防部新聞秘書辛格表示，部分北韓士兵已經離烏克蘭更近，越來越擔心俄羅斯打算利用這些士兵進行戰鬥或支援在庫爾斯克地區針對烏軍的戰鬥行動，如果北韓軍隊參與戰鬥，美國不會對烏克蘭使用美國武器施加新的限制。
挪威總理史托爾表示，將向烏克蘭提供5.43億美元新一攬子援助計劃，一半以上將用於軍事援助。瑞典政府表示，將向烏克蘭提供6,800萬美元軍事援助，約4,650萬美元用於支援烏克蘭武裝部隊的倡議，2,160萬美元將支援烏克蘭國防工業發展。
克羅地亞國防部表示，國防部長阿努西奇與德國部長皮斯托里烏斯簽署備忘錄，克羅地亞將向烏克蘭提供30輛M-84主戰坦克和30輛M-80步兵戰車以及備件和彈藥，換取獲得50輛豹2A8坦克。
荷蘭調查性新聞機構「貝靈貓」與國際通訊社「法新社」聯合發表調查報告顯示，在俄羅斯5月對烏克蘭哈爾科夫州沃夫昌斯克鎮發動進攻以來，沃夫昌斯克近80%建築被摧毀或損壞，截至9月下旬，只有22%建築完好無損。
烏克蘭國營石油天然氣公司表示，根據海牙常設仲裁法院2023年的裁決，俄羅斯需向公司支付50億美元，作為2014年佔領克里米亞非法扣押公司資產的賠償。芬蘭赫爾辛基一家法院就此下令沒收俄羅斯在芬蘭價值數千萬美元的資產。
德國弗里德里希諾曼自由基金會表示，根據研究顯示，北韓目前已向俄羅斯提供價值超過55億美元的武器。

## 10月29日

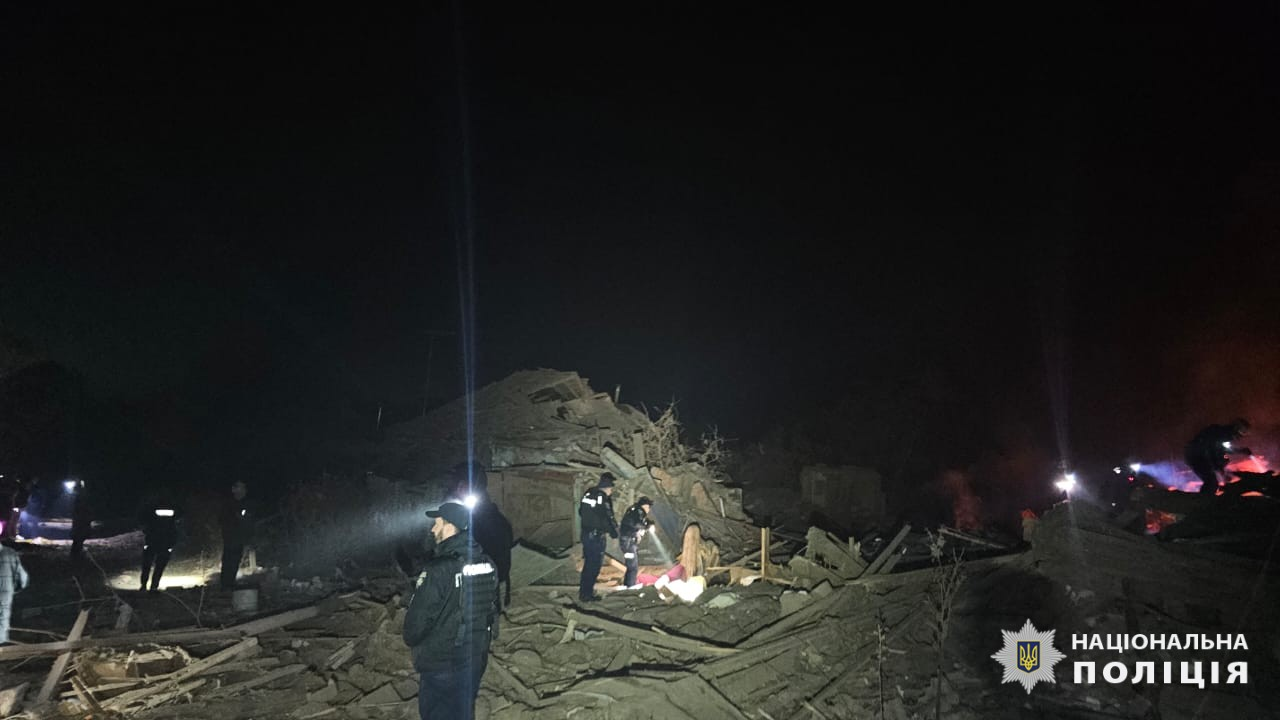
俄軍襲擊哈爾科夫州後

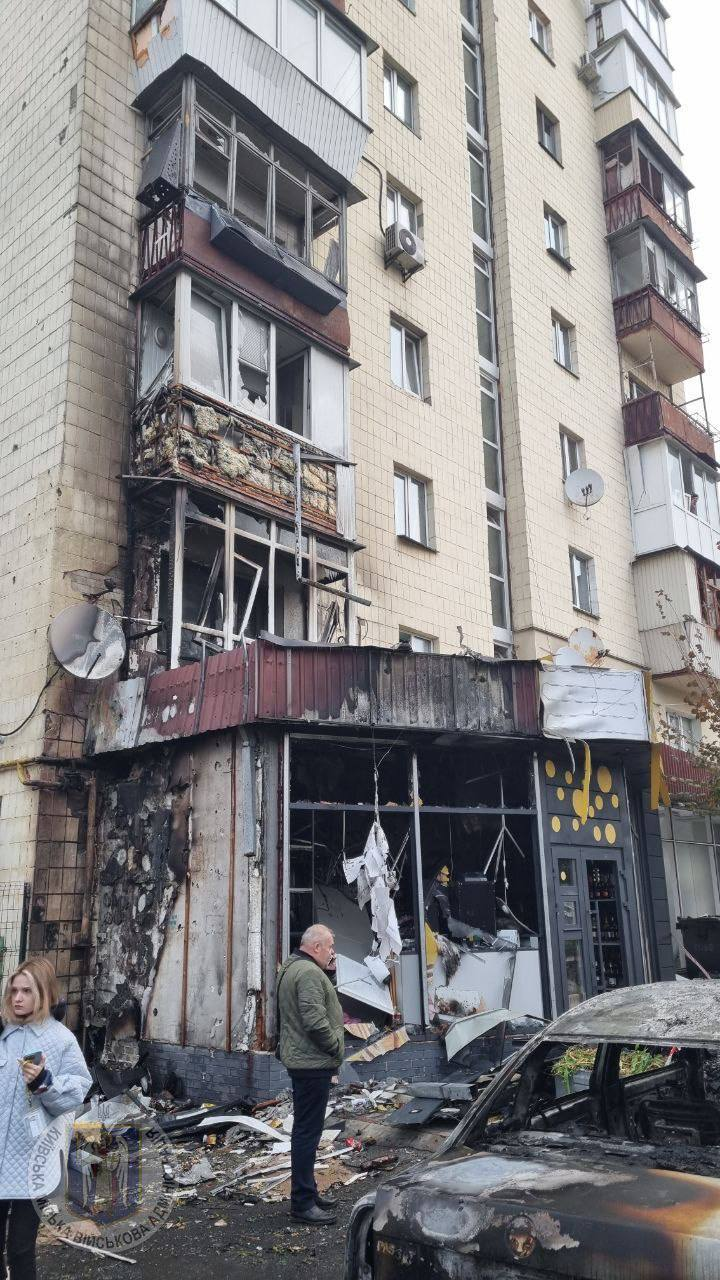
俄軍襲擊基輔市後

烏克蘭地方政府表示，截至29日上午9時，俄羅斯在過去24小時內襲擊基輔、赫爾松、哈爾科夫、頓涅茨克、第尼伯彼得羅夫斯克、盧甘斯克、扎波羅熱、切爾尼戈夫、尼古拉耶夫州等地，至少造成8名平民死亡，49名平民受傷。烏克蘭基輔市軍事管理局表示，凌晨俄軍1架無人機的碎片擊中基輔索洛米揚卡區一棟9層公寓樓，引發火警，至少造成9名平民受傷。
烏克蘭武裝部隊總參謀部表示，自全面入侵以來，俄羅斯在烏克蘭損失692,080名士兵，過去一天俄軍有1,360人傷亡，累計損失9,129輛戰車、18,404輛裝甲戰鬥車輛、27,749輛車輛和油箱、19,917門火砲系統、1,241套多管火箭系統、984套防空系統、369架飛機、329架直升機、17,939架無人機、2,625枚巡弋飛彈、28艘船隻和1艘潛艦等。
俄羅斯國防部表示，在過去24小時防空部隊擊落3枚美製海馬斯多管火箭炮彈和98架無人機。俄佔盧甘斯克當局表示，烏克蘭使用不明型號武器攻擊俄佔盧甘斯克，防空系統攔截導彈，其中一些導彈在工業區爆炸，損壞幾棟建築，沒有傷亡報告。烏克蘭盧甘斯克州州長表示，俄羅斯彈藥庫可能遭到襲擊。
俄羅斯國防部表示，中部集團軍部隊已經佔領頓涅茨克地區戈爾尼亞克定居點和戰略據點塞利多沃。南部集團軍部隊已經佔領頓涅茨克地區卡捷琳諾夫卡定居點。東部集團軍部隊已經佔領頓涅茨克地區多布羅沃耶定居點。
俄羅斯國防部表示，烏克蘭軍隊在過去一晝夜內，在前線各地區內損失2,240名軍人。俄軍航空兵、無人機、導彈部隊和炮兵摧毀139個有生力量和烏軍裝備聚集區。自特別軍事行動開始以來，俄軍總共摧毀烏軍647架戰機、283架直升機、34,783輛無人機、584套防空導彈系統、18,902輛坦克和其他裝甲戰車、1,481架多管火箭發射器、16,927門野戰炮和迫擊炮以及27,720輛特種軍用機動車。
俄羅斯車臣領導人卡德羅夫表示，上午由於遭到無人機攻擊，位於古傑爾梅斯的俄羅斯特種部隊大學一座閒置建築的屋頂起火，沒有傷亡報告。期後改口稱建築內10名烏克蘭戰俘死亡，指控烏克蘭發射無人機殺死自己的士兵，又命令所有與烏克蘭作戰的指揮官不要俘虜，而是直接殺死烏克蘭士兵作為報復。烏克蘭傳媒「基輔獨立報」則引述烏克蘭情報部門消息報道，無人機襲擊可能來自鄰近的達吉斯坦或印古什共和國，與卡德羅夫和這兩個地區的官員之間的恩怨有關，否認與烏克蘭有關。
烏克蘭總統澤連斯基與南韓總統尹錫悅通電話，討論北韓向俄羅斯派軍隊以及烏克蘭和南韓的回應。澤連斯基向尹錫悅提供3千名北韓士兵被轉移到作戰區附近訓練設施的最新資料，並引述情報機構數據預計將上升到約1萬2千人。兩人同意加強情報和專業知識共享，加強各級聯絡，包括最高層，以制定應對戰略和對策清單。
烏克蘭國家安全與國防委員會秘書利特維年科表，計劃再徵召16萬人入伍，以將軍隊單位的人員配備提高到85%。
俄羅斯克里姆林宮發言人佩斯科夫表示，德國武器製造商萊茵金屬於10月下旬在烏克蘭開業的新工廠將會是俄羅斯合法攻擊目標。
烏克蘭國會以255票贊成批准因多名檢察官被爆出獲得虛假殘疾證明逃避兵役而提交辭職信的烏克蘭檢察總長科斯廷請辭。國會亦通過将战时状态和总动员令再延长90天至2025年2月7日。
美國總統拜登表示，如果北韓軍隊進入烏克蘭領土，烏克蘭應該反擊。
挪威首相史托爾表示，將撥款1.274億美元，用於為羅馬尼亞購買1套新愛國者系統，以取代其10月移交給烏克蘭的系統。
南韓國會情報委員會議員李成權在聽取國情院的簡報後會見記者表示，根據國情院簡報顯示，一些被派到俄羅斯參加烏克蘭戰爭的北韓高級軍事官員和部隊可能已經進入前線，俄軍正試圖向北韓士兵傳授俄軍軍事術語，但不清楚溝通問題是否得到解決。
歐洲輸電系統運營商聯盟表示，從12月1日起，將對烏克蘭和摩爾多瓦的電力出口能力增加400MW，總容量達到2.1GW，旨在應對俄羅斯的空襲對烏克蘭能源基礎設施造成的重大損害。
俄羅斯獨立媒體Mediazona與BBC新聞俄語根據公共來源，包括訃告、親屬、地區媒體和地方當局的報道，確認自2022年2月俄羅斯全面入侵烏克蘭以來，75,382名俄羅斯陣亡士兵的名字，近4千2百名軍官在烏克蘭的戰鬥中喪生，至少有14,095名從監獄招募的囚犯、15,145名志願者和9,324名動員士兵在戰爭中死亡，報道明確表示，實際數字可能更高。
美國傳媒「紐約時報」引述不具名美國官員消息報道，烏克蘭的「勝利計劃」中的非核威懾計劃是包括要求美國提供戰斧巡航導彈，美國方面不相信烏克蘭需要這些武器，並且由於數量有限，不願意提供這些武器。
英國傳媒「金融時報」報道，烏克蘭和俄羅斯正恢復停止對彼此能源基礎設施發動攻擊進行初步討論，兩國此前曾在8月於卡達的調解會談幾乎達成協議，但期後烏克蘭在俄羅斯庫爾斯克地區發動行動而中斷。報道引述1名烏克蘭高級官員消息，根據烏克蘭和俄羅斯各自情報機構達成的協議，過去幾周對能源基礎設施的攻擊已經有所減少。

## 10月30日
烏克蘭地方政府表示，截至30日上午9時，俄羅斯在過去24小時內襲擊基輔、赫梅利尼茨基、切爾卡瑟、波爾塔瓦、赫爾松、哈爾科夫、頓涅茨克、第尼伯彼得羅夫斯克、盧甘斯克、扎波羅熱、切爾尼戈夫、尼古拉耶夫州等地，至少造成4名平民死亡，41名平民受傷。哈爾科夫州州長表示，深夜俄軍使用FAB-500炸彈襲擊哈爾科夫市一個住宅區，至少造成3名平民死亡，包括2名兒童，35名平民受傷。
烏克蘭武裝部隊總參謀部表示，自全面入侵以來，俄羅斯在烏克蘭損失693,640名士兵，過去一天俄軍有1,560人傷亡，累計損失9,137輛戰車、18,433輛裝甲戰鬥車輛、27,840輛車輛和油箱、19,955門火砲系統、1,242套多管火箭系統、986套防空系統、369架飛機、329架直升機、17,979架無人機、2,625枚巡弋飛彈、28艘船隻和1艘潛艦等。頓涅茨克州波克羅夫斯克軍事管理局負責人表示，由於需要進行防禦準備，波克羅夫斯克市部分地區將被封鎖。
俄羅斯國防部表示，在過去24小時防空部隊擊落1枚美製海馬斯多管火箭炮彈、1枚法製鐵錘制導航空炸彈和67架無人機。
俄羅斯國防部表示，西部集團軍部隊已經佔領哈爾科夫地區克魯格利亞科夫卡村。烏克蘭軍隊在過去一晝夜內，在前線各地區內損失1,685名軍人。俄軍航空兵、無人機、導彈部隊和炮兵摧毀147個有生力量和烏軍裝備聚集區。
烏克蘭總統澤倫斯基接受北歐媒體提問時表示，烏軍從未打算在8月初於俄羅斯庫爾斯克地區的行動中奪取庫爾斯克核電站，強調庫爾斯克行動目的是建立一個緩衝區來保護烏克蘭邊境。另外指出北約國家曾在7月北約期間表示，由於持續的戰爭，還沒有準備好看到烏克蘭加入北約，而是提出提供6至7個防空系統來保護烏克蘭的天空時，雖然這兩件事無法比較，但在戰時首要任務是接受所提供的東西。強調保持團結的重要性，並對援助表示感謝，但烏克蘭最初預計在9月2日新學年開始前收到有關系統，但截至目前尚未交付這些系統。目前烏克蘭亦只收到美國國會在2024年4月批准的608.4億美元支援中近10%的援助。在回覆問題時表示，烏克蘭從未堅持或推動歐洲國家向烏克蘭派遣軍事人員的想法，亦從未詳細討論有關問題，指出在沒有領導人和社會決定的情況下，提出這一個非常危險的話題，可能會失去其他形式的支援。
烏克蘭總統澤連斯基在回覆傳媒提出「紐約時報」早前報道烏克蘭的「勝利計劃」包括要求美國提供戰斧巡航導彈時表示，這是烏克蘭和白宮之間的機密資訊，形容這是顯示合作伙伴之間沒有保密性。另外澤連斯基提及現時烏克蘭每月生產20台2S22 Bohdana自走砲，盛讚丹麥投資烏克蘭國防企業的模式，能夠加強烏克蘭的軍事能力。
聯合國安理會召開會議討論北韓疑似派兵到俄羅斯協助在烏克蘭的戰事。俄羅斯駐聯合國大使涅班濟亞質問，在西方國家聲稱有權協助烏克蘭下，為何北韓等俄羅斯的盟友不能在對烏克蘭的戰爭中協助莫斯科，形容俄羅斯與北韓的軍事互動並不違反國際法，但並未否認北韓軍隊參與烏克蘭戰爭。南韓駐聯合國大使黃浚局表示，支持一項全然違反聯合國憲法原則的侵略行徑，是非法之舉，任何涉及北韓向俄羅斯派遣軍隊的活動，明顯違反多項聯合國安理會決議。烏克蘭駐聯合國大使基斯利茨亞表示，向烏克蘭提供援助的國家中，沒有一個正遭到安理會制裁，接受遭到全面制裁的北韓援助是對聯合國憲章的公然違反，派遣北韓軍隊支持俄羅斯侵略烏克蘭的戰爭，亦是公然違反國際法，同時公布3位北韓高級軍官姓名，包括軍方副總參謀長金永福上將，擁有特種部隊的指揮權，包括第十一軍團「暴風軍團」以及副總參謀長、偵察總局局長李昌鎬上將以及軍事行動總局申金哲少將。。欧盟高级代表何塞普·博雷尔在欧洲对外行动署网站上发表声明，表示欧洲情报中心（INTCEN）已证实关于朝鲜军队在俄罗斯存在以支持俄罗斯罪恶战争的报道，博雷尔谴责朝鲜向俄罗斯提供干扰和弹药，以支持其侵略乌克兰的战争。数千名士兵与俄罗斯军队互动的存在严重违反《联合国宪章》和联合国安理会的多项决议，欧盟正就此事准备与国际伙伴协调，并将访问日本和韩国，与两国外长讨论欧盟与印太地区的安全联系。
烏克蘭基礎設施部副部長德爾卡赫在波蘭華沙的一場會議上介紹重新開放部分領空的分步計劃，討論民航的風險評估、確保空中航行安全、烏克蘭機場恢復運營的準備情況以及協調民用和軍用航空的機制。
俄羅斯國際文傳電訊社報道，俄羅斯外貿銀行在俄佔頓涅茨克和俄佔盧甘斯克地區推出優惠抵押貸款申請計劃，吸引俄羅斯人到俄佔頓涅茨克和俄佔盧甘斯克地區定居，作為將俄佔烏克蘭地區俄羅斯化的行動一部分。
美國國防部奧斯汀會見到訪的南韓國防部長金龍顯，兩人召開聯合記者會，奧斯汀表示，證據顯示約有1萬名北韓士兵已經部署在俄羅斯，可能對烏軍採取行動，呼籲北韓將部隊撤離俄羅斯。直指即使有北韓的更多幫助，普京也不會在烏克蘭佔上風。
美國財政部表示，對俄羅斯、印度、中國及其他十幾個國家或地區的398個實體和個人實施制裁，有關實體和個人涉嫌為俄羅斯提供的產品和服務，助長俄羅斯戰爭的努力，並幫助其逃避制裁。是對中國、香港以及印度，單次被制裁數目最多的一次，其中制裁的香港註冊公司28間。
英國財政大臣李韻晴表示＇明年國防預算總額將增加29億英鎊，確保英國能夠承擔在北約的承諾，並儘可能向烏克蘭提供每年30億英鎊的保證軍事支援。
歐盟睦鄰與擴大事務專員瓦赫裏伊表示，如果烏克蘭完成必要的改革，可以在2029年之前加入歐盟。歐盟委員會發布歐盟候選國進展的最新報告，批評烏克蘭在戰時期間，由政府聯同多間電視台建立的電視馬拉松節目「聯合新聞」，壟斷電視報道並扼殺異議，敦促烏克蘭恢復多元化媒體格局。

## 10月31日
烏克蘭地方政府表示，截至31日上午9時，俄羅斯在過去24小時內襲擊敖德薩、赫爾松、哈爾科夫、頓涅茨克、聶伯彼得羅夫斯克、盧甘斯克、扎波羅熱、切爾尼戈夫、尼古拉耶夫州等地，至少造成9名平民死亡，47名平民受傷。
烏克蘭武裝部隊總參謀部表示，自全面入侵以來，俄羅斯在烏克蘭損失694,950名士兵，過去一天俄軍有1,310人傷亡，累計損失9,156輛戰車、18,450輛裝甲戰鬥車輛、27,961輛車輛和油箱、20,013門火砲系統、1,243套多管火箭系統、994套防空系統、369架飛機、329架直升機、18,063架無人機、2,627枚巡弋飛彈、28艘船隻和1艘潛艦等。
俄羅斯國防部表示，在過去24小時防空部隊擊落11枚美製海馬斯多管火箭炮彈、2枚法製鐵錘制導航空炸彈和95架無人機。俄羅斯巴什科爾託斯坦共和國領導人表示，3架烏克蘭無人機墜落在距離邊境1500公里的烏法市煉油廠設施內，其中1架擊中煉油廠本身。
俄羅斯國防部表示，東部集團軍部隊已經佔領頓涅茨克地區亞斯納亞波良納居民點。烏克蘭軍隊在過去一晝夜內，在前線各地區內損失2,230名軍人。俄軍航空兵、無人機、導彈部隊和炮兵摧毀135個有生力量和烏軍裝備聚集區。
烏克蘭總統澤連斯基接受南韓傳媒KBS訪問時表示，俄羅斯已向西方證實北韓正在積極參與對烏克蘭的戰爭，有關消息是透過各國的情報部門傳遞。澤連斯基在社交平台上表示，烏克蘭正在與匈牙利準備一份雙邊合作檔案，以澄清兩國在一些問題上的誤解。
俄羅斯外交部長拉夫羅夫表示，俄羅斯知道澤連斯基要求向基輔提供美國戰斧導彈已在華盛頓引發恐慌，確信美國會為了自己的人民而拒絕澤連斯基的要求。
烏克蘭國防部長烏梅羅夫簽署解除海軍上將沃羅欽科的烏克蘭國防部首席檢查官職務，有關崗位主要負責檢查審計部門的活動，包括監控軍事訓練和人員配置的質量、監督軍事航空安全以及進行技術調查等。
烏克蘭總檢察長辦公室表示，結合烏克蘭傳媒的調查以及證據，指控俄羅斯第109摩托化步槍團士兵米科拉·塞年科涉嫌在2022年於赫爾松州強姦1名婦女。
烏克蘭文化和戰略傳播部長托奇茨基回應歐盟委員會30日關於敦促烏克蘭恢復多元化媒體格局的報告時表示，烏克蘭已經考慮歐盟委員會的建議，但在戒嚴令結束前將繼續電視馬拉松節目「聯合新聞」，結束後會專注於媒體基礎設施的可持續發展。
70個國家和國際組織的代表出席在加拿大蒙特利爾舉行的人道主義維和會議。會議基於烏克蘭「和平計劃」中釋放戰俘和被驅逐者的內容召開，會上超過45個國家簽署承諾，支援和協助將被俄羅斯帶走的所有烏克蘭俘虜和被驅逐者返回烏克蘭，重新對烏克蘭勝利的強烈支援，譴責任何協助俄羅斯侵略的國家，協議包括加強烏克蘭與國際合作夥伴的合作、解決人道主義問題和遵守「日內瓦公約」、確定受信任的調解國以及被俘或被驅逐的烏克蘭軍事人員、平民和兒童返回烏克蘭進行談判。
美國國務卿布林肯表示，約8千名北韓士兵被部署到俄羅斯庫爾斯克地區，參加對烏克蘭的戰爭，北韓和烏軍之間仍沒有發生衝突，但預計衝突可能會在未來幾天內發生，俄羅斯轉向利用北韓軍隊的原因之一是因為感到絕望，普京一直希望把更多俄羅斯人扔進烏克蘭由其製造的「絞肉機」，現在轉為利用北韓軍隊。
美國國會歐洲安全與合作委員會聯席主席共和黨籍眾議員喬·威爾森和委員會成員民主黨籍眾議員史蒂夫·科恩共同向美國總統拜登發信，要求授權波蘭攔截和擊落烏克蘭上空的俄羅斯導彈，特別是威脅侵犯波蘭領空的導彈。
德国外交部发言人塞巴斯蒂安·菲舍尔表示，德国外交部已传唤朝鲜驻德代办，如果证实朝鲜士兵参与俄罗斯一方战斗的报道得到证实，德国保留在双边关系中采取进一步措施的权利，包括可能实施额外制裁。菲舍尔补充称，在与朝鲜代办通话时，德方敦促不要支持俄罗斯对乌克兰的非法侵略。
美国最大的无人机公司Skydio宣布受到中国对美國對台軍售的制裁而面临生产问题，其唯一在东莞生产电池的供应商被勒令解除合约，预计要到春季才会找到新的供应商，影响乌克兰军方已订购的数千架X10型号的无人机供应。